# Arquitectura de Porto Alegre

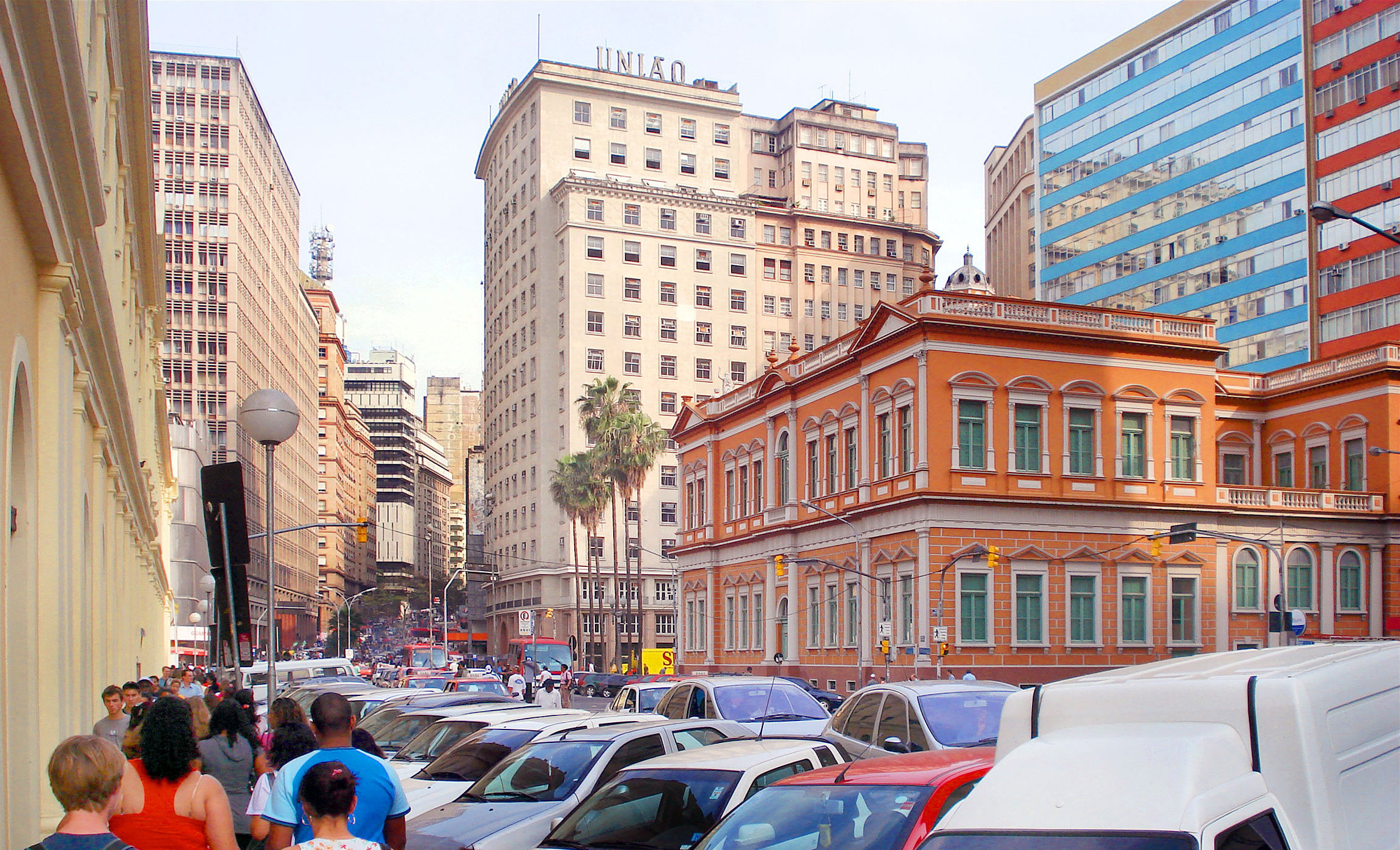
Ángulo del centro histórico de Puerto Alegre sintetizando las principales fases evolutivas de la arquitectura de la ciudad, con la excepción de la primera, la colonial

La arquitectura de Porto Alegre, capital del Río Grande del Sur, en la República Federativa de Brasil, como sucede con otras ciudades modernas pero dotadas de alguna historia, es un mosaico de estilos antiguos y modernos. Esa característica se muestra más visible en el centro de la ciudad, el núcleo urbano histórico, donde sobreviven algunos ejemplares de la arquitectura del siglo XIX y del período llamado "áureo" de la arquitectura portoalegrense, entre los años 1900 y 1930 aproximadamente. Muchas de las edificaciones más antiguas desaparecieron a lo largo del siglo XX para dar lugar a una nueva línea de urbanización más modernista. Hoy Porto Alegre divide su atención entre la preservación de su patrimonio histórico, y la renovación de su paisaje urbano con ejemplares significativos de la arquitectura contemporánea, haciendo frente a los desafíos de crecimiento de una de las mayores capitales del Brasil, actualmente con casi 1,5 millones de habitantes.

## El estilo colonial portugués
La poblado nació con la llegada de la colonización en la región, principalmente conformada por familias de productores rurales portugueses durante el siglo XVIII, cuando este territorio aún pertenecía legalmente a la Corona Española. Consolidando así una serie de iniciativas previstas por el estado portugués como parte de su plan de colonización. Como parte de este plan, a partir de 1752, comenzaron a llegar primeras familias de inmigrantes azorianos enviados por el gobierno portugués, instalándose en las tierras contiguas al primer puerto local, llamado Puerto de Viamão, dando origen al núcleo urbano inicial de la futura ciudad de Porto Alegre. 
En esos primeros años el poblado, naturalmente sus instalaciones eran apenas modestas, y las edificaciones se resumían solo a una serie de pequeñas viviendas de barro cubiertas de paja distribuidas irregularmente a lo largo de la costa del lago Guaíba. Luego, cuando las condiciones lo permitieron, la construcción popular comenzó a mejorar su calidad, siguiendo el mismo estilo típico colonial del resto de Brasil, de herencia portuguesa, y que se describe históricamente como una derivación del Barroco.
En 1772 el poblado fue elevado a la condición de parroquia y ya se comenzaba a pensar en organizar el creciente tejido urbano. El gobernador José Marcelino de Figueiredo ordenó entonces al capitán de ingeniería y cartógrafo Alexandre José Montanha que trazase el plano de la ciudad. En 1809 fue elevada a la condición de villa, concretándose oficialmente su instauración en 1810. Y poco después, en 1812 fue nombrada como la capital de la Capitanía de Río Grande de San Pedro.

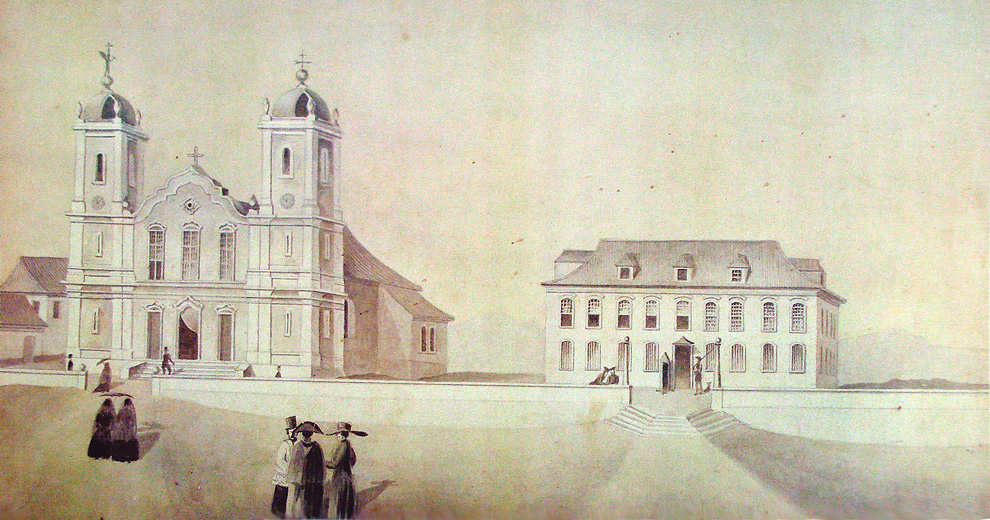
La antigua iglesia Matriz y el palacio de Barro, los dos primeros edificios importantes de la ciudad. Acuarela de Herrmann Wendroth, c. 1852.

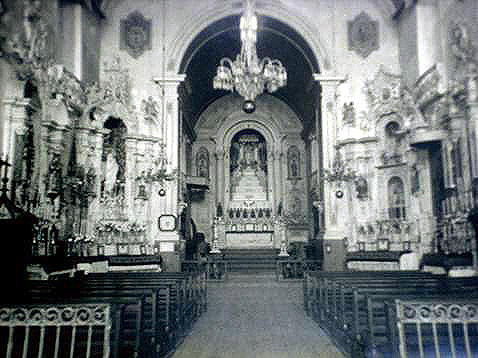
Interior de la antigua iglesia matriz, posiblemente en su configuración original.

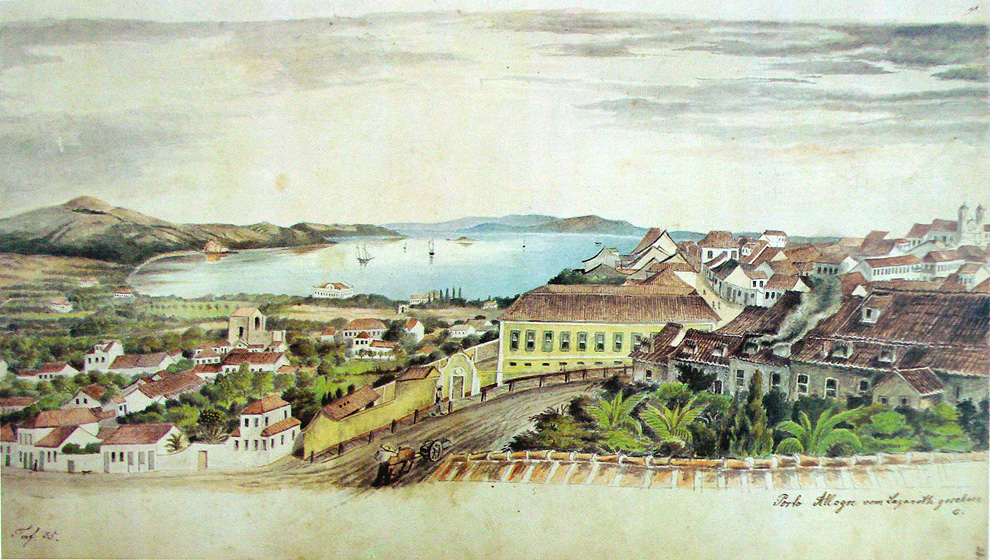
Vista sur de Porto Alegre, hacia 1852. Acuarela de Herrmann Wendroth.

La primera construcción de importancia de la pequeña urbe fue el palacio de Barro, erigiido en 1773 a pedido del gobernador y proyectado por Montanha, a fin de recibir la administración de la Capitanía de Río Grande de San Pedro. Esta construcción se completó recién en 1789. El Palacio de Barro fue utilizado hasta 1896, cuando fue demolido. Se trataba de un palacete de dos pisos principales y un ático, de organización simétrica, con una puerta central y cuatro ventanas de cada lado. Encima, se observaba el mismo esquema, pero solamente con ventanas, y un tejado a cuatro aguas como cobertura. Las aperturas eran en forma de arco abatido, características del Barroco colonial, siendo que las superiores recibían una cornisa ornamental encima, también en curva.
Pero el proyecto más ambicioso de ese inicio de poblamiento fue la Iglesia Principal, cuya construcción fue ordenada en la disposición eclesiástica que creó la parroquia. Las obras comenzaron en 1780, a partir de un diseño enviado listo por la arquidiócesis de Río de Janeiro, y cuya autoría es desconocida. Su trazado era de un Barroco tardío, o Rococó, muy simples, casi sin ningún ornamento externo. Su elemento más característico era el delicado ondulado de su frontón, el resto seguía el plano funcional de la Iglesia católica durante la colonia: una fachada de dos pisos en el cuerpo del edificio, en esquema tripartito, con aberturas decoradas, con un frontón ornamental y dos torres laterales para las campanas. Por dentro un vestíbulo bajo el coro, una nave, una capela-mor con un retablo escenográfico al fondo, altares secundários en nichos laterales y escultura. La primera Principal de Porto Alegre no fue excepcionalmente rica, pero tenía una decoración interna bastante significativa en un estilo Rococó extravagante y vigoroso, similar al que aún hoy podemos ver en la Principal de Viamão. Su construcción se prolongó por muchos años, y aún sin estar totalmente lista, ya precisaba de restauración, como se percibe en una orden del conde de Caxias en 1846 mandando terminar la torre izquierda, revocar el exterior y reparar el tejado que ya se estaba arruinando. De la misma época y erguida en el mismo sitio es la Casa de la Junta, con fecha del 1790, en estilo muy próximo del Palacio de Barro, pero de menores dimensiones. Es el más antiguo edificio de la ciudad aún existente, y sirvió como sede de la Asamblea Legislativa y de la Junta de Administración y Recaudación de la Hacienda. Su aspecto actual no es completamente original, habiendo sido remodelado en el siglo XIX. Esos edificios se construyeron en la colina más elevada de la región, actualmente dominada por la Plaza de la Principal, que luego atrajo también a la elite lugar para establecer sus residencias.
La herencia del estilo colonial se mantuvo fuerte en la ciudad hasta fines del siglo XIX, especialmente en la arquitectura popular, donde su perfil era muy austero, y el único ornamento era un arco en las aberturas o un enrejado de hierro trabajado, y más raramente un revestimiento de azulejos en las portadas. Por las necesidades impuestas por el modelo urbano de la época, las fachadas estaban pegadas unas con otras, y podían ser de uno o dos pisos. Su material era el adobe o el ladrillo, con cobertura de tejas. Llevaban un revoque y cal por fuera, y las aperturas tenían moldura aparente en madera. Uno de los ejemplares más antiguos que llegó a los días de hoy de ese género urbano de residencia es la Casa Ferreira de Azevedo, infelizmente en estado ruinoso, preservada por el Municipio pero abandonada por los propietários. La élite, a su vez, construía casas bien más amplias y decoradas interiormente con lujo, disponiendo de extensos jardines, como el Solar de los Cámara, la más antigua construcción residencial de la ciudad aún en pie, hoy transformado en centro cultural. Fue construido por el Visconde de São Leopoldo entre 1818 y 1824, siendo bastante reformado en 1874.
En los arrabales y en la zona rural permanecía como género más importante el solar, concebido como mera casa de campo o como sede de una propiedad más o menos autosuficiente. Generalmente constituía un conjunto arquitectónico compuesto de una casa señorial rodeada de mejoras, como graneros, galpones y depósitos varios. Es un buen ejemplo el Solar Lopo Gonçalves, construido probablemente entre 1845 y 1855, aún en excelentes condiciones, y hoy sede del Museo Joaquim Felizardo.
En el campo religioso, es importante a Iglesia de las Dores, de 1807, la más antigua de Porto Alegre aún sobrevivente y declarada Patrimonio Nacional por el IPHAN. Aunque su diseñada portada colonial haya sido modificada, su interior está intacto, y exhibe un rico tallado dorado. En el retablo principal el estilo Neoclásico ya da señales de aparición. Una década más tarde sería colocada la piedra fundamental de la Iglesia del Rosário, en estilo Barroco colonial, demolida en 1951. De la misma estética era la Capilla de Nuestro Señor de los Pasos, pero fue remodelada como edificio Neogótico en 1909, y en 1951 dio paso a la Iglesia de la Concepción, realizada y decorada por Juan del Couto Silva, la única iglesia en estilo colonial que se conservó en su estado primitivo. En a su talla decorativa, muy rica, se notan también rasgos neoclásicos.

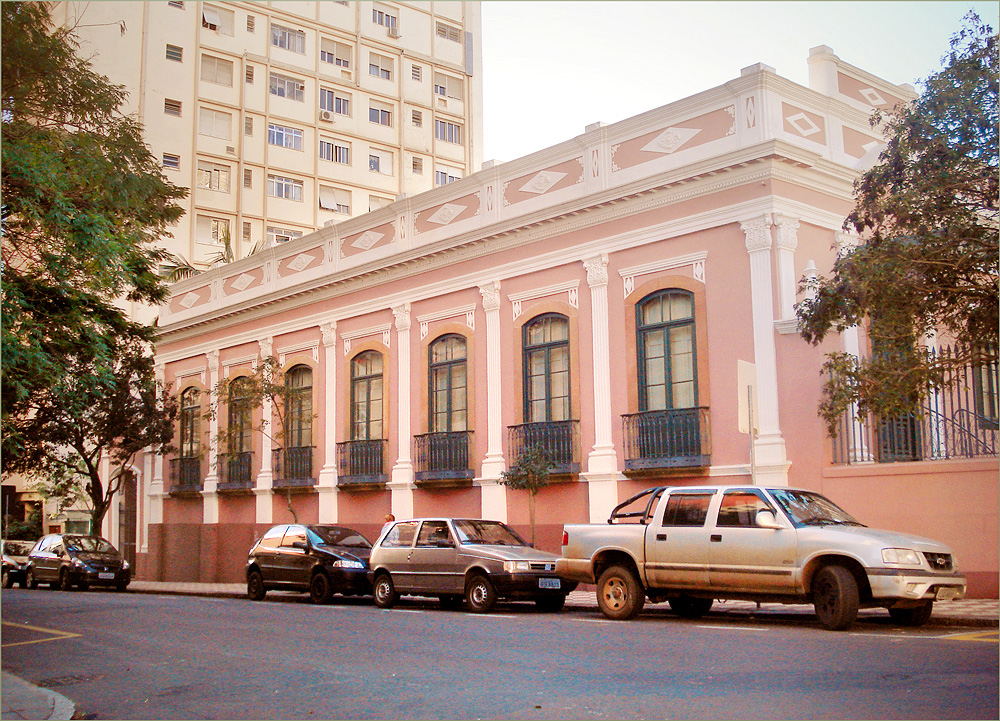
Solar de los Cámara
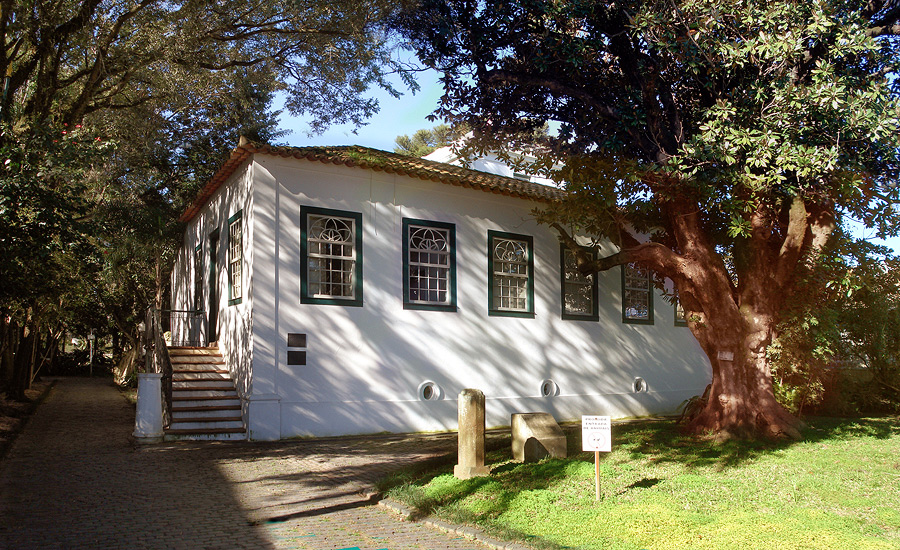
Solar Lopo Gonçalves
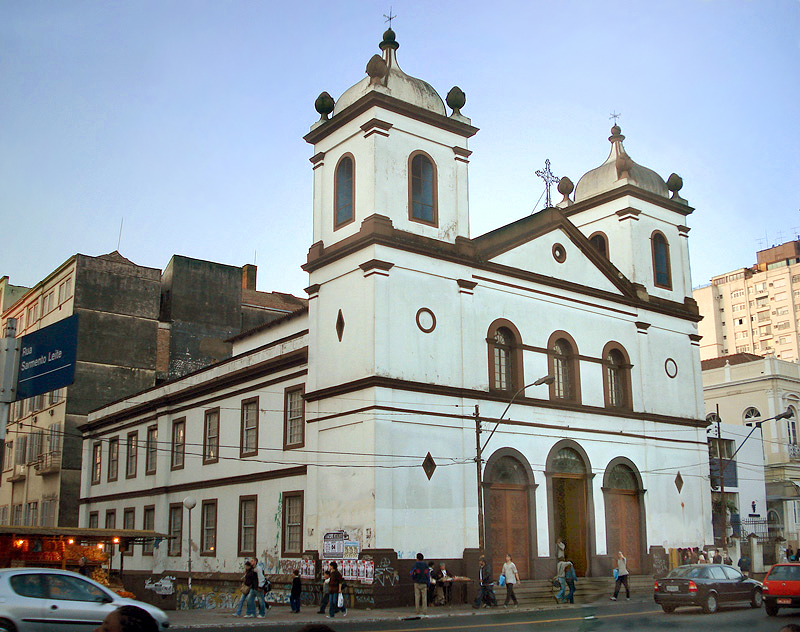
Iglesia de Nuestra Señora de la Concepción
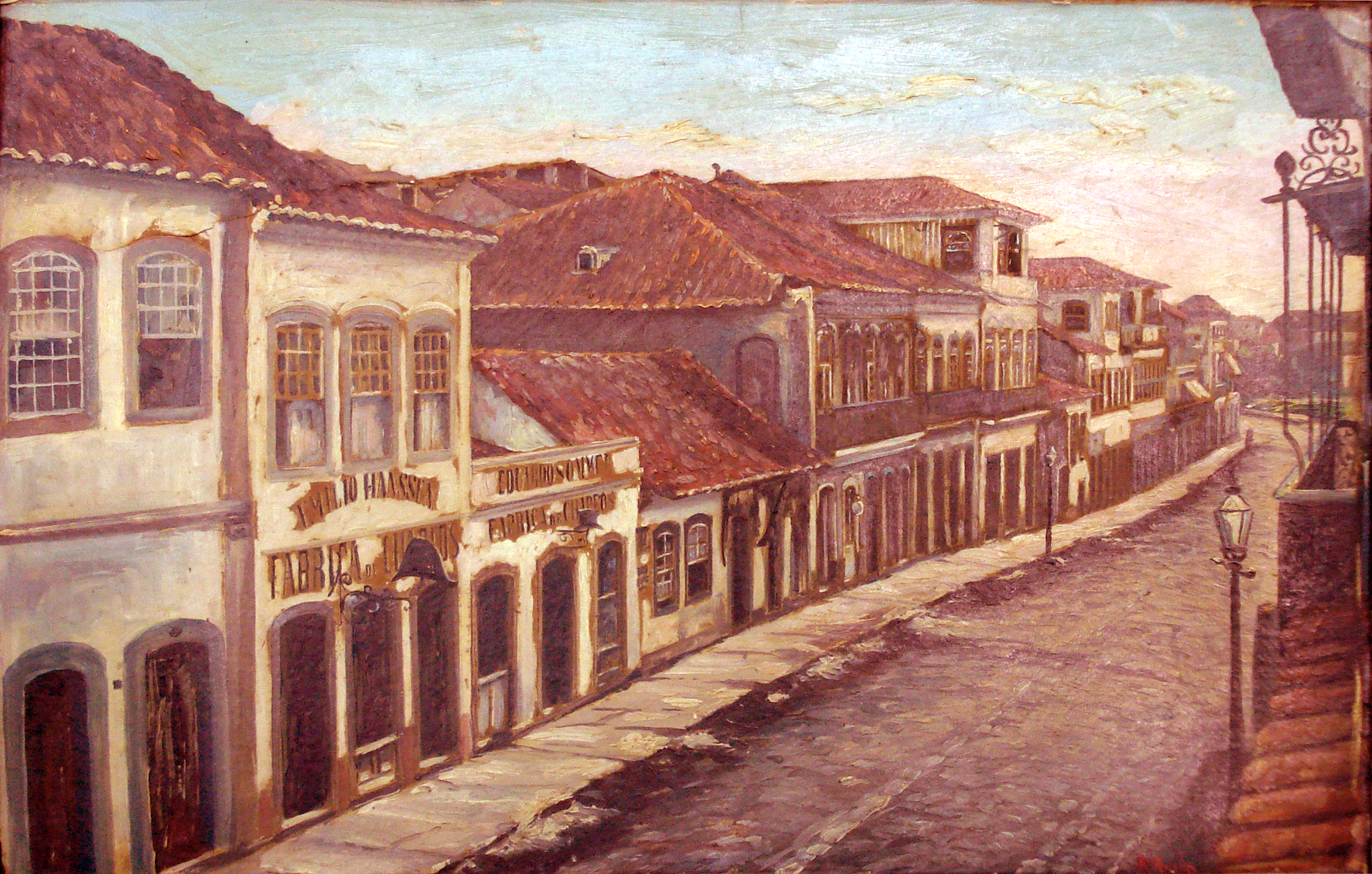
Athayde d'Avila: Calle de la Playa, c. 1880. Imagen del centro de la ciudad a finales del siglo XIX, aún con presencia maciza de casas coloniales

## Neoclasicismo y Eclecticismo
A mediados de siglo el Neoclasicismo ya era una influencia importante, y junto con el antiguo colonial, dio origen a una variedad de soluciones eclécticas, tendencia que iría dominando el panorama hasta la década de 1930. De perfil neoclásico el más importante remanente es el edificio de la Curia Metropolitana, construido a partir de 1865 bajo la dirección de Jules Villain (o Villiers), y alterado en algunos detalles por Johann Grünewald, componiendo un majestuoso conjunto de dimensiones palaciegas que fue aclamado por Athos Damasceno como el único monumento de la ciudad digno de ese nombre:
"Vasto, con su murmullo de fortaleza rematado en lo alto por la cintura rendida de los balaustres, impresionaría sólo por las proporciones si, al cabo de la escalera extensa, no se erigiera, imponente, el frontón clásico triangular sobre el orden severo de las columnas lisas (...) En el centro - el área cuadrada de los claustros, con las arcadas simples sobre pilares macizos, los corredores largos batidos por el sol, y el buen silencio conventual que lleva a la gente a las meditaciones".
Le sigue en imponencia, pero superándolo largamente en fama, el Teatro San Pedro, cuyo proyecto fue elaborado en Río de Janeiro y ejecutado por Felipe de Normann. Inaugurado el 27 de junio de 1858, con capacidad para 700 espectadores y con su decoración en terciopelo y oro, en una época en que Porto Alegre tenía poco más de veinte mil habitantes, es el más antiguo teatro de la ciudad. Sufrió una degradación acentuada y casi fue demolido en los años 70, pero felizmente está recuperado. El Teatro fue concebido con un edificio gemelo, que se levantó del otro lado de la calle, el antiguo Tribunal de Justicia, pero este fue consumido por el fuego en los años 50.
Ejemplo típico del Eclecticismo practicado en mediados del siglo XIX es el vasto Mercado Público, planificado por el ingeniero Frederico Heydtmann en 1861, pero el diseño cuadrangular fue alterado con ampliación de las dimensiones y adosamiento de torreones en los cantos. La construcción tuvo su piedra fundamental lanzada en 1864, siendo inaugurado en 1869, y sustituyó el mercado anterior, más modesto. El conjunto sufrió modificación substancial en los años 10 con la adición de un segundo piso, preservando sin embargo el estilo. De caracterización estilística semejante son el Museo del Comando Militar del Sur, un edificio de grandes dimensiones, inaugurado en 1867, construido por el maestro de obras Manoel Alves de Oliveira como un anexo del Arsenal de Guerra; el edificio de la 8.ª Circunscripción de Servicio Militar, erguido sobre una construcción anterior que albergaba los Almacenes Reales, y el Palacio Provisorio, cuyo diseño, del ingeniero Francisco Nunes de Miranda, fue posteriormente modificado por el ingeniero Antônio Mascarenhas Telles de Freitas. Las obras del Palacio Provisorio iniciaron en 1857 y el proyecto incluía soluciones estructurales modernas para la época, como la losa de cobertura con sistema de perfiles en ángulo doble "T " combinado con ladrillos por compresión, formando pequeños arcos. Otro gran edificio ecléctico fue la Casa de Corrección, más tarde demolida, de distribución neoclásica y detalles constructivos que remitían a la arquitectura militar. Pero el ejemplo más monumental del Eclecticismo portoalegrense es el conjunto histórico del Hospital Psiquiátrico San Pedro, que según los técnicos del IPHAE es
"la mayor área edificada de interés social que el siglo XIX legó a la Provincia. Con 12.324 m², el conjunto arquitectónico centenario está compuesto por seis pabellones de dos pisos orientados hacia el sur y ligados transversalmente por un pabellón orientado en la dirección este-oeste. Con líneas eclécticas, predomina en el área histórica del San Pedro la arquitectura neoclásica".

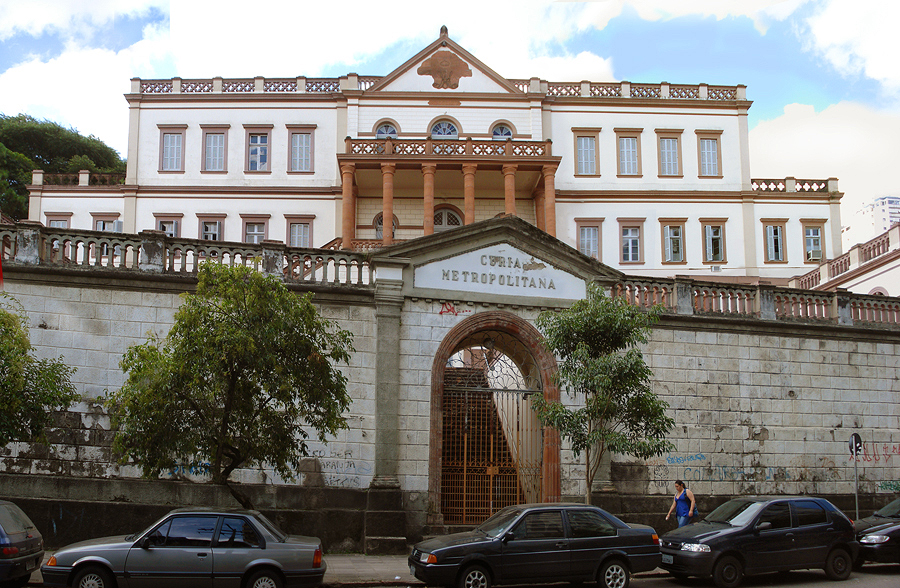
Curia Metropolitana
Teatro Son Pedro
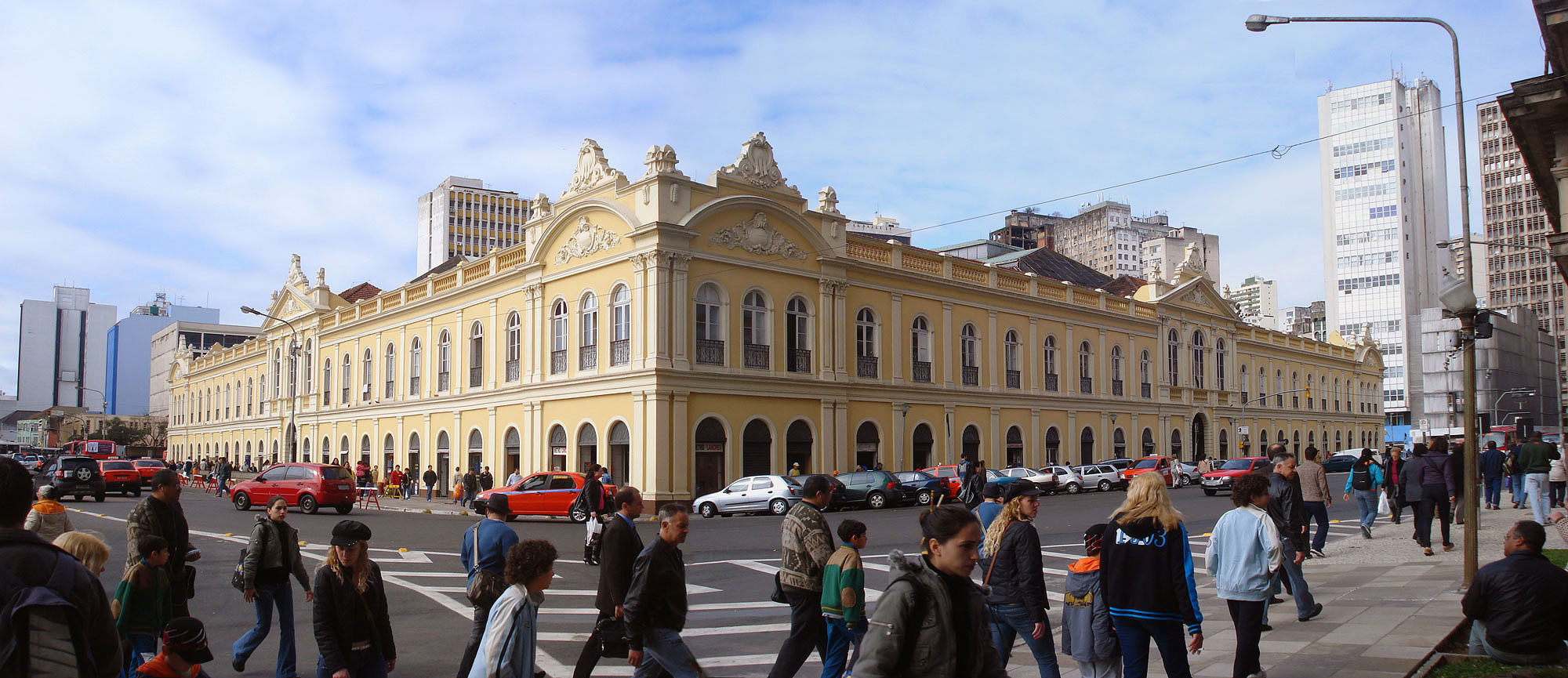
Mercado Público
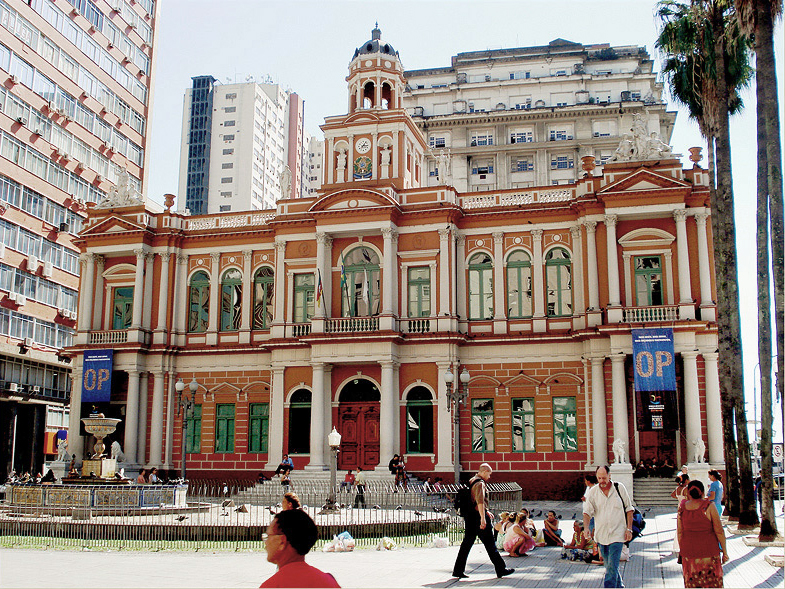
Paço Municipal

### La "fase áurea" de la arquitectura en Porto Alegre
De un eclecticismo más ornamentado es el Pazo Municipal de Puerto Alegre, proyectado por Giovanni Colfosco, un italiano, e iniciado en 1898. Sería uno de los primeros ejemplos arquitectónicos en exhibir la influencia del Positivismo, percibida en la compleja red de alegorías representadas en la escultura decorativa de la fachada. También sería uno de los primeros edificios públicos monumentales de la que se posteriormente vendría a ser llamada coma la "fase dorada" de la arquitectura portoalegrense. Según Beatriz Thiesen,
"La reformulación de la estructura urbana, que fue un fenómeno común al mundo occidental del siglo XIX, estuvo asociada en los ideales de modernidad presentes en la imaginación social de la época. En este sentido, también Porto Alegre se insertó en un amplio proceso relacionado con la emergencia de un orden social burgués que demandaba un reordenamiento de la ciudad según los nuevos valores surgidos que poco a poco se consolidaban en la imaginación social. Se procuraba la superación del pasado colonial, que la elite ascendente deseaba superar, y las formas arquitectónicas correspondían, así, a los ideales de progreso y civilización: la burguesía emergente procuraba asemejarse a la cultura europea, considerada más adelantada y civilizada. (...) En una demostración grandilocuente, esa burguesía buscó marcar un carácter distintivo de modernidad ostentado como estético".

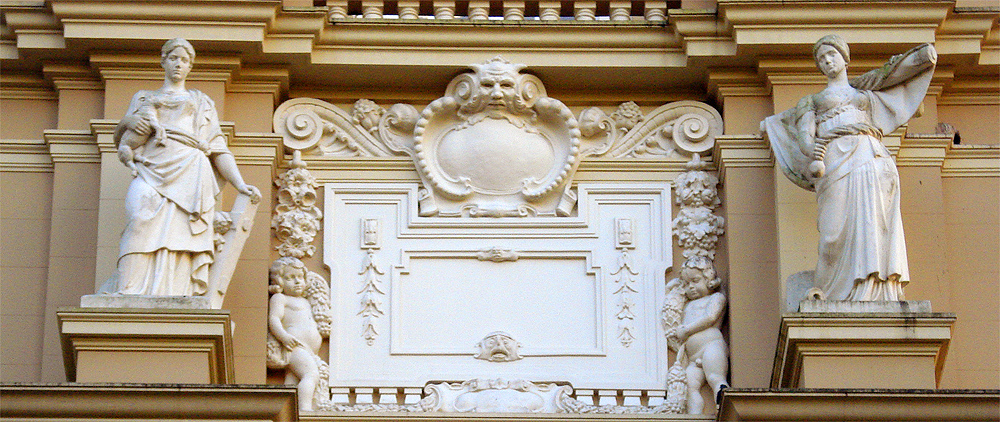
Decoración en la fachada de la antigua Delegación Fiscal, actualmente el Museo de Arte de RS, con las estatuas alegóricas de la Ganadería y de la Navegación.

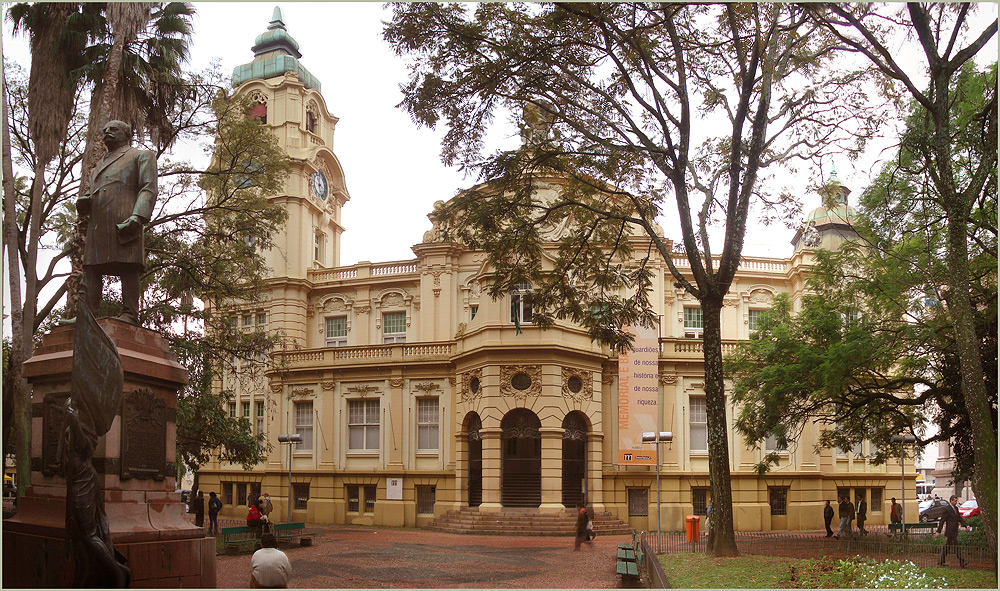
Correos y Telégrafos, hoy el Memorial de Río Grande del Sur.

Ese deseo de renovación trajo diversas novedades para la arquitectura de la ciudad. Una burguesía enriquecida formada principalmente por descendientes de inmigrantes alemanes, junto con las esferas oficiales, dieron el impulso más decisivo, encomendando obras suntuosas, en un momento en que el estado experimentaba una fase de prosperidad, convirtiéndose en la tercera economía del Brasil. Las influencias más importantes que definirían el perfil de los principales edificios erguidos en esa fase fueron la arquitectura pompier francesa, con su decorativismo exuberante y carácter ostentatorio, y la filosofía positivista, adoptada por el gobierno, creando una iconografía definida e idealista reflejando visiones de progreso, civilización y orden. Las técnicas de construcción acompañaban el desarrollo de la tecnología y de la industria: se hace un uso estructural más extensivo del concreto armado, del ángulo y del cemento, los edificios se alzan a mayores alturas, la escultura de sus fachadas se multiplican y se encuentran soluciones económicamente más adecuadas para su confección, como los moldes de cemento. También reemplazan los materiales de decoración, y los vitrales aparecen con mayor frecuencia en las calles de la ciudad, los adornos de herrería, las pinturas parietales con paisajes y ornatos en los interiores, y los mármoles para las columnas, pisos y otros elementos.
Los nombres más significativos en esta fase de explosión edificatoria fueron Theodor Wiederspahn, arquitecto nacido en Alemania, dueño de un estilo eclético pujante y original, combinando los rasgos renacentistas, neobarrocos, neoclásicos y una concepción decorativa lujosa; Rudolf Ahrons, ingeniero constructor, líder de un escritorio de construcción que realizó las obras más importantes, y Juan Vicente Friedrichs, propietario del más solicitado y popular atelier local de decoración, empleando una multitud de artesanos locales y extranjeros de sólida preparación, como Alfred Adloff, Wenzel Folberger, Alfredo Staege y muchos más. La asociación establecida entre ellos duró hasta 1914, cuando la oficina de Ahrons cerró, y dejó una gran serie de edificios de gran belleza e imponencia, algunos realizando hechos arquitectónicos notables, como el edificio de la antigua Cervecería Bopp, que en su inauguración era el mayor edificio de cemento armado del Brasil. Otros ejemplos son los Correos y Telégrafos, la Facultad de Medicina de la UFRGS y el edificio de la Delegación Fiscal, cuya autoría de Wiederspahn es discutida pero parece probable. Günter Weimer le atribuye también el trazado básico de la nueva Catedral Metropolitana, que sustituyó la antigua Iglesia Principal, aunque el crédito por el proyecto usualmente se da a Giovanni Giovenalle. Wiederspahn continuaría proyectando grandes edificios aun después de la retirada de Ahrons del mercado, contando muchas veces con Friedrichs para el diseño de las decoracióones. Su obra contabiliza más de 500 proyectos, realizados no solo en Porto Alegre. Muchos de ellos ya no existen, pero se preservan varios, preservados por instancias oficiales, como el Edificio Ely, el Hotel Majestic, la Previsión del Sur, además de más de una decena de palacetes solicitados por la elite de la época. Para Maturino Luz, su papel en la historia de la arquitectura portoalegrense se compara, guardadas las proporciones, al de Gaudí en Barcelona, además de haber sido uno de los fundadores de una Escuela de Artes y Oficios y del primer sindicato de arquitectos. También importante fue la formulación en 1914 por la Intendencia Municipal del Plano General de Mejoramientos, concebido posiblemente por Juan Moreira Maciel, y considerado por Helton Bello el mayor legado de la administración positivista en términos urbanísticos, por ser un instrumento fundamental para las transformaciones modernizadoras que se consolidarían luego, suplantando la estructura y la imagen urbana de herencia colonial.

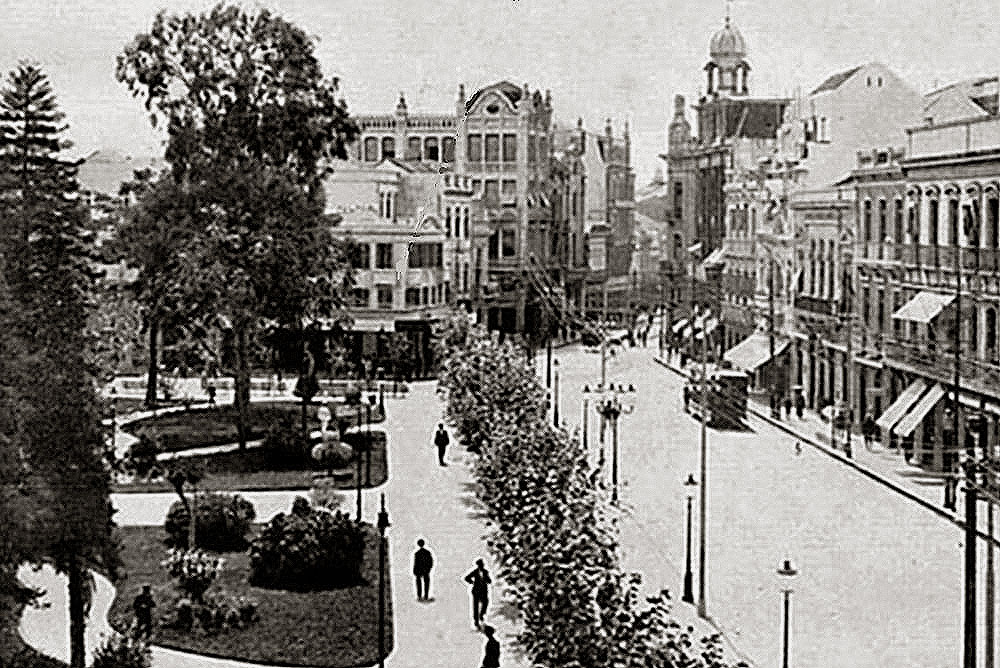
Vista del centro a inicios del. El estilo eclético sustituyó completamente la arquitectura colonial.

No pueden pasar sin ser recordado Manoel Itaqui, uno de los introductores de la Art Nouveau, proyectando varios edificios en el campus central de la UFRGS como el Castelinho y el Observatorio Astronómico, además de la antigua sede (desaparecida) del Colegio Júlio de Castilhos y el Viaducto Otávio Roca, este en asociación con Duilio Bernardi; Hermann Menschen, autor de la Facultad de Derecho de la UFRGS y de varias residencias elegantes como la Casa Godoy; Francesco Tomatis, proyectista de uno de los pocos edificios puramente Art Nouveau de la ciudad, la Farmacia Carvalho; Affonso Hebert, cuya obra más notoria es la Biblioteca Pública del Estado, y finalmente el francés Maurice Gras, autor de apenas un proyecto en la ciudad, pero de gran relevancia, el Palacio Piratini, sede actual del Gobierno del Estado y residencia oficial del gobernador. Algunos ejemplares en especial también podrían ser citados por ser únicos en su tipo, como la Confitería Rocco, con sus atlantes monumentales, la Casa Torelly, por su delicadeza renacentista, la Capilla del Bonfim, por su neoclasicismo tardío, simple pero puro; el antiguo Cuartel General del Ejército, caso exótico de influencia mourisca y medieval; los palacetes Palmeiro y Argentina por su opulencia; el Banco de la Provincia, por su majestad y riqueza, y sus vitrales; y la Usina del Gasómetro así como la ya citada Cervecería Bopp como representantes de la arquitectura industrial; el conjunto remanente en el Pasaje de los Venecianos, como ejemplo típico del Eclecticismo simplificado, adaptado en las clases populares inferiores, y finalmente el complejo del Muelle Mauá, proyectado por Ahrons, una vasta obra pública que costó varias décadas de trabajos y representó un inmenso esfuerzo del gobierno y de la sociedad local, al inicios del siglo XX, en dirección a la modernización urbana y al desarrollo económico. Las estructuras levantadas también establecieron nuevos padrones de higiene, funcionalidad y estética para la construcción civil, siendo notables particularmente el gran pórtico central de hierro y los almacenes laterales, desmontables, que fueron importados de Francia.
Dos últimos elementos estéticos que aumentaron aún más la diversidad del eclecticismo portoalegrense fueron el Neogótico y el Art Déco. El primer era restringido solo a la esfera religiosa. Presente en la ciudad desde mediados del siglo XIX, sus primeras manifestaciones fueron discretas - una pequeña capilla en la Plaza de la Principal, el Imperio del Espíritu Santo, y las balaustradas modificadas de la Cúria Metropolitana. El estilo solo obtuvo visibilidad la construcción, a principio del siglo XX, con la creación de diversos templos importantes: la reforma neogótica de la Capilla de los Pasos, ya citada, la Iglesia de Navegantes, la iglesia de Santa Teresinha que es la más pura y refinada, proyectada por Frei Cyríaco de San José, la Catedral Anglicana, la Iglesia Metodista Central, y la Iglesia de San Pedro, de todas la más imponente, diseñada por Juan Hruby.

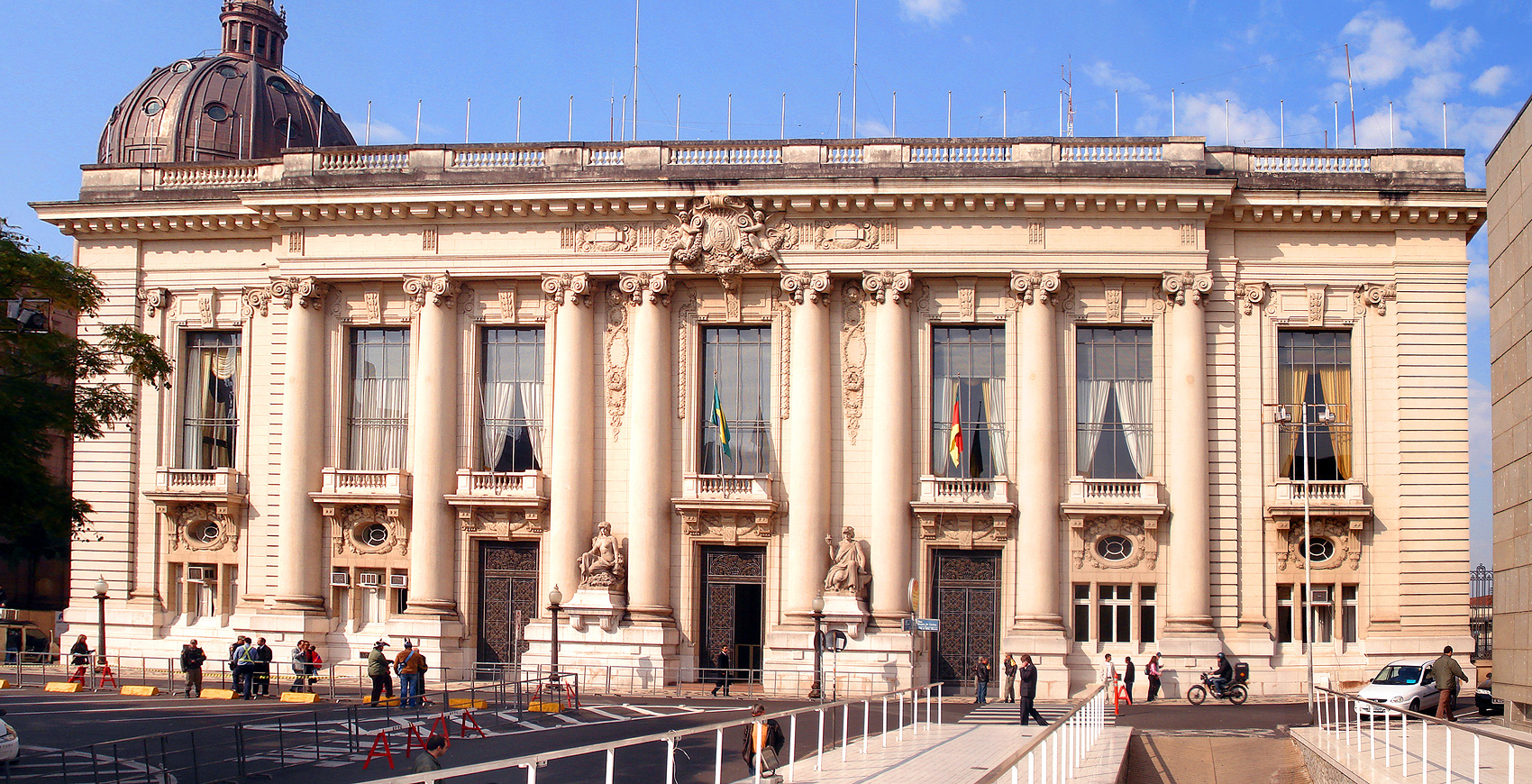
Palacio Piratini
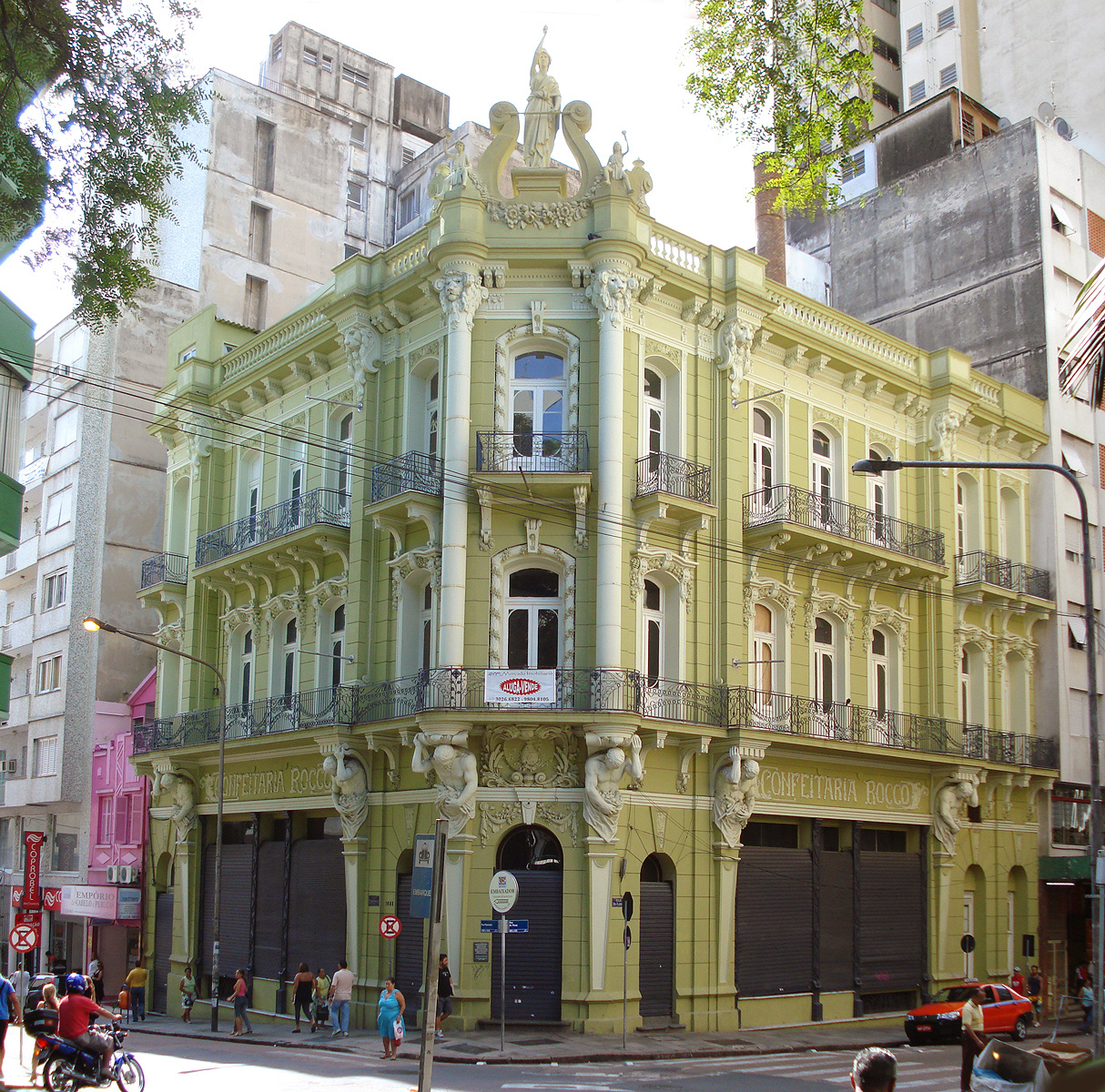
Confitería Rocco
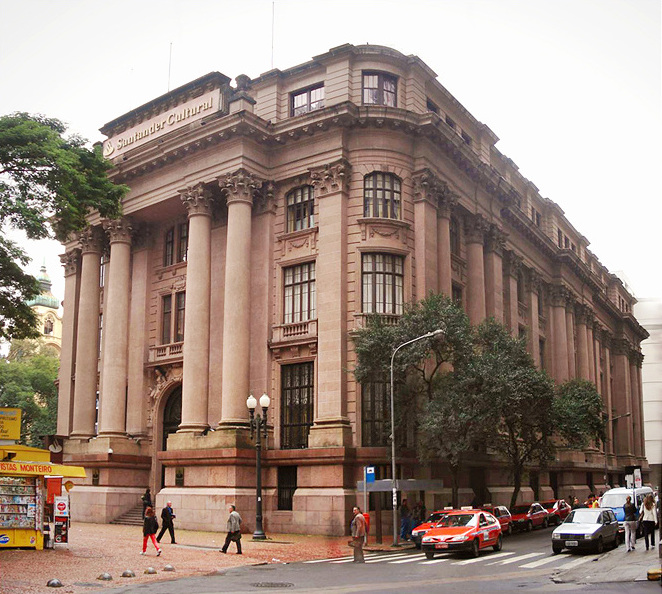
Santander Cultural
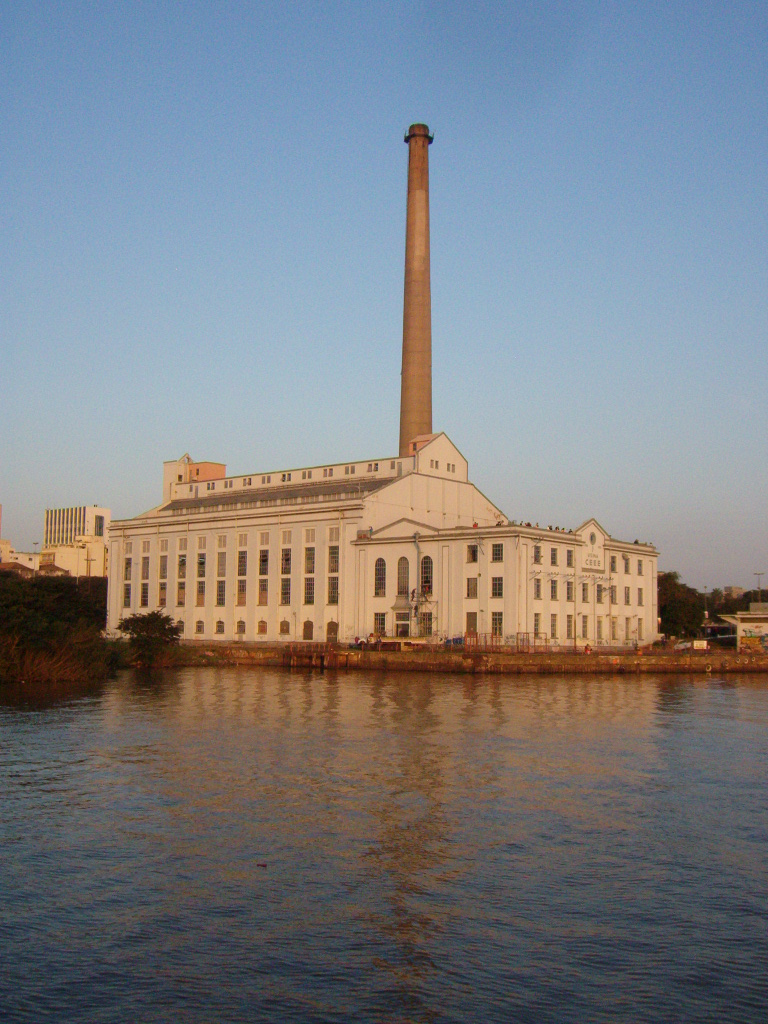
Usina del Gasómetro
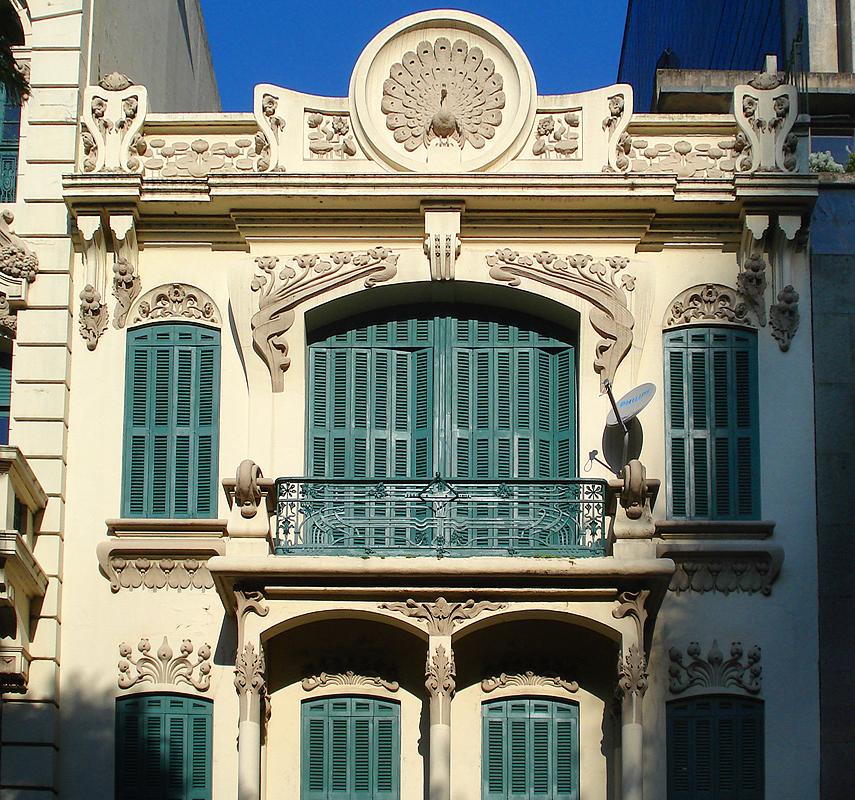
Farmacia Carvalho
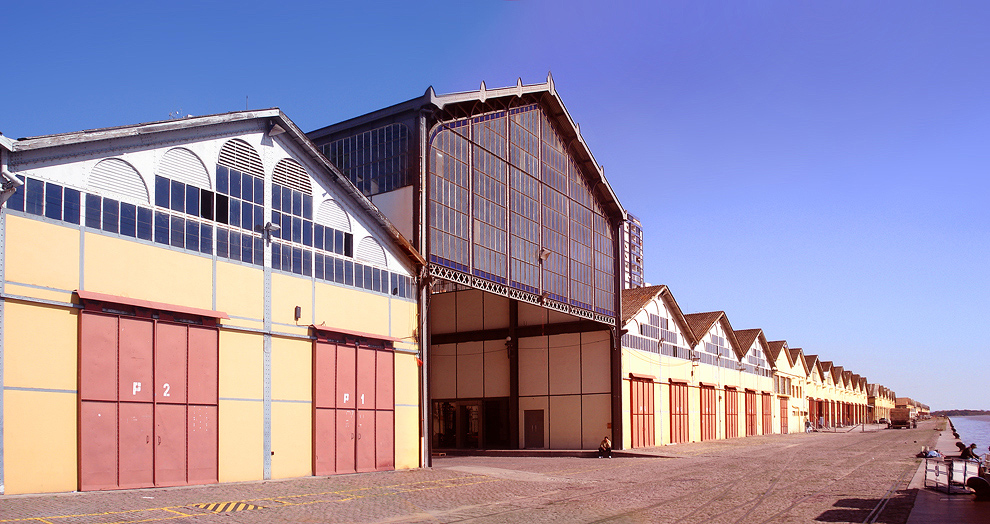
Muelle Mauá
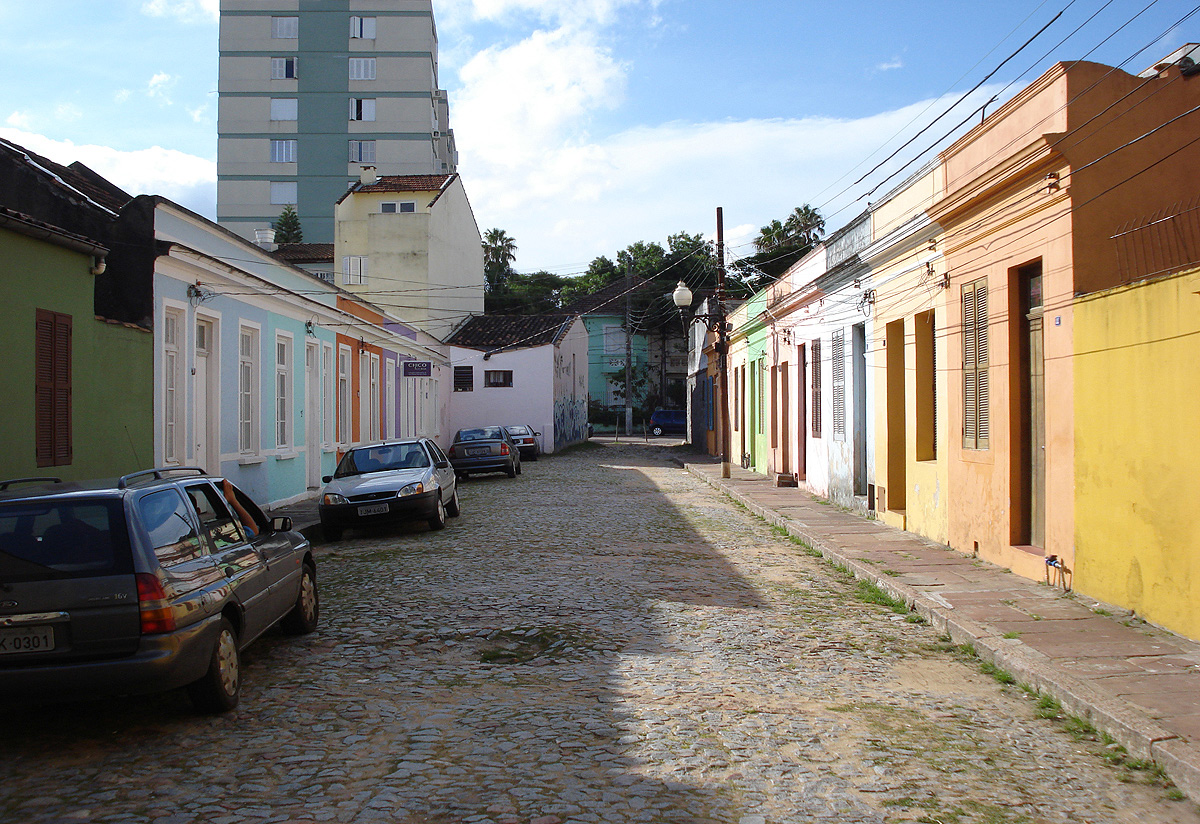
Pasaje de los Venezianos
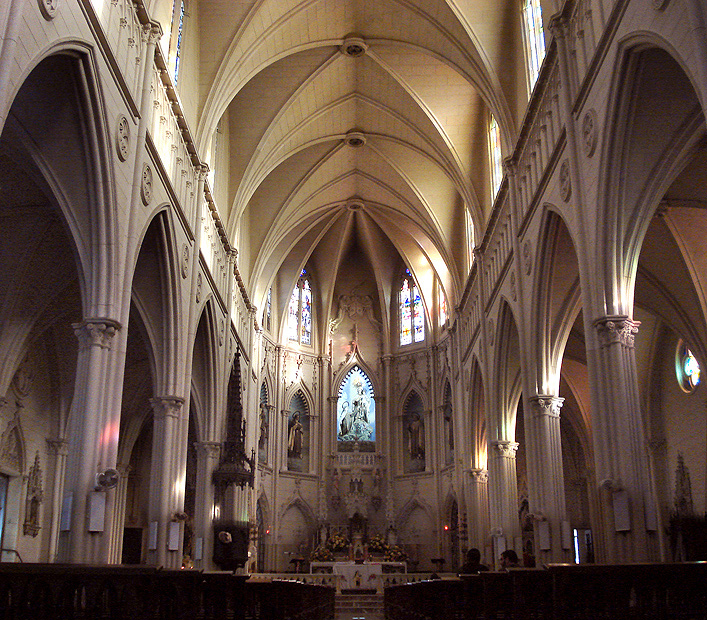
Interior de la iglesia de Santa Teresinha

## Décoy Modernismo
Adepta al Déco fue la generación siguiente, donde se destacaron Fernando Corona, Armando Boni y Joseph Franz Seraph Lutzenberger. La estética Déco abandona el decorativismo pesado del Eclecticismo tardío en busca de soluciones con ornamentaciones más simples y más integradas a la funcionalidad y estructura de los espacios, que junto con avances en las técnicas constructivas, posibilitaron el inicio del proceso de verticalización de la ciudad. Sus obras reflejan esa nueva síntesis y una nueva visión del progreso de su belleza relacionada con la simplicidad, racionalidad, practicidad y autenticidad estructural, ideales que serían llevadas a una radicalización con los modernistas. 
La presencia Déco fue detectada entre los años 20-30, antecediendo el Modernismo arquitectónico en la ciudad por más de 10 años.
Corona se inició como escultor, siendo alumno de Friedrichs, pero luego se aventuró en la arquitectura, con buenos resultados. Fue de él la adaptación del exterior de un proyecto de Wiederspahn para el Banco de la Provincia, actualmente el Santander Cultural, sumado a sus trabajos realizados en la Galería Chaves y en el Instituto de Educación General Flores de la Cunha. Boni, por otra parte, creó el edificio de la Librería del Globo, la Concha Acústica del antiguo Auditório Araújo Vianna y el Cementerio São Miguel y Almas, que es el primer cementerio vertical de toda América Latina, además de varias obras públicas y privadas, como su propia residencia. Lutzenberger vino de Alemania para trabajar en la construtora Weis & Cia, proyectando edificios importantes, tales como la Iglesia Sao José, el Palacio del Comercio y el Instituto Pão de los Pobres. Las obras de los tres creadores fueron aclamadas por sus contemporáneos como referencias de la arquitectura más moderna y arrojada, y permanecen entre los más significativos ejemplares del arte edificatorio en la ciudad del período entre-guerras, siendo varias de ellas preservadas por el poder público.

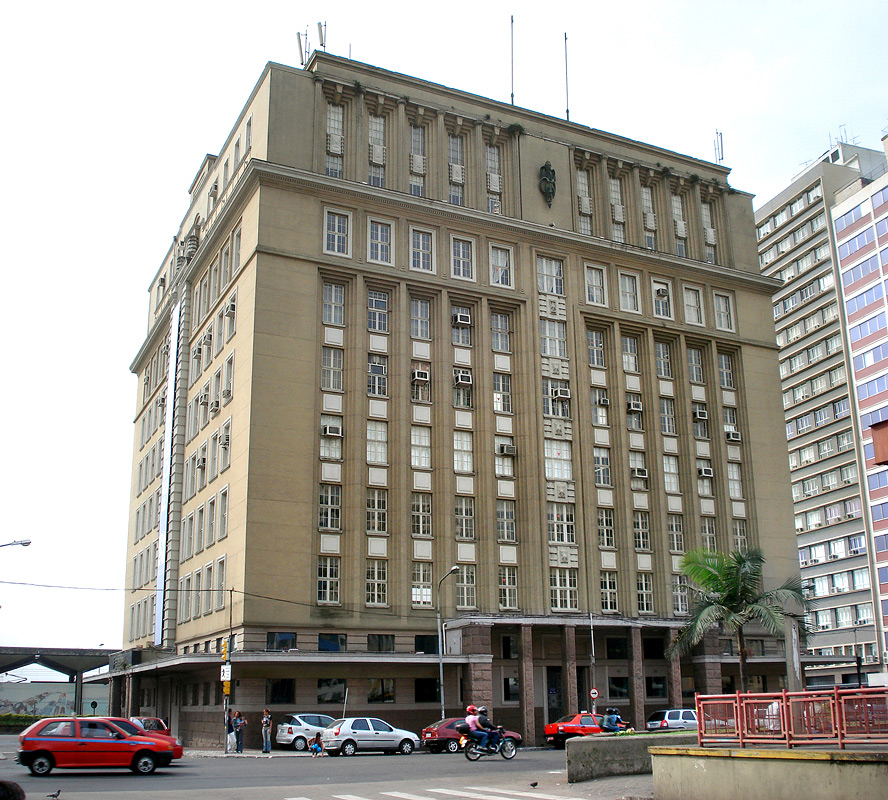
Palacio del Comercio, 1937.

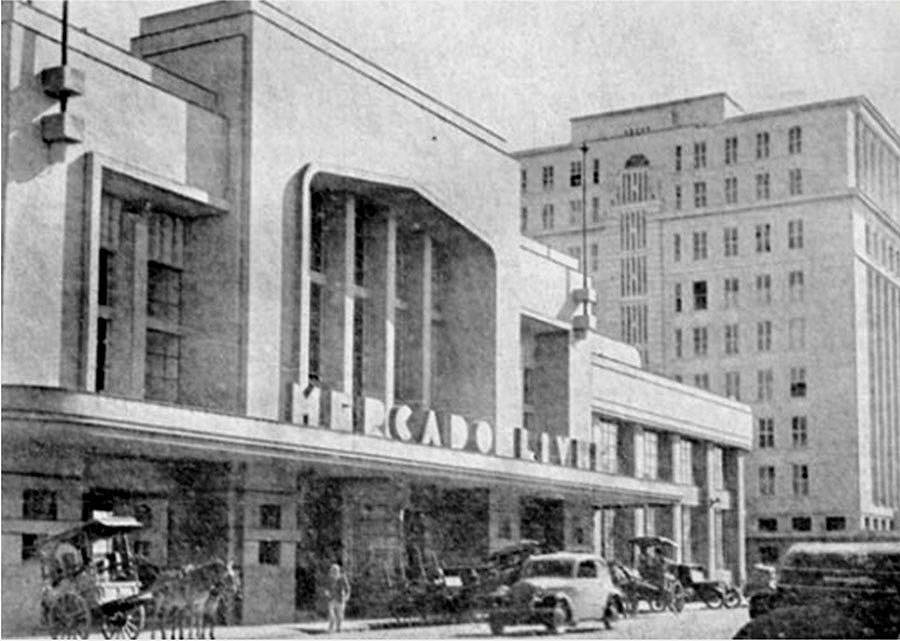
Mercado Libre, década de 1930 (demolido)

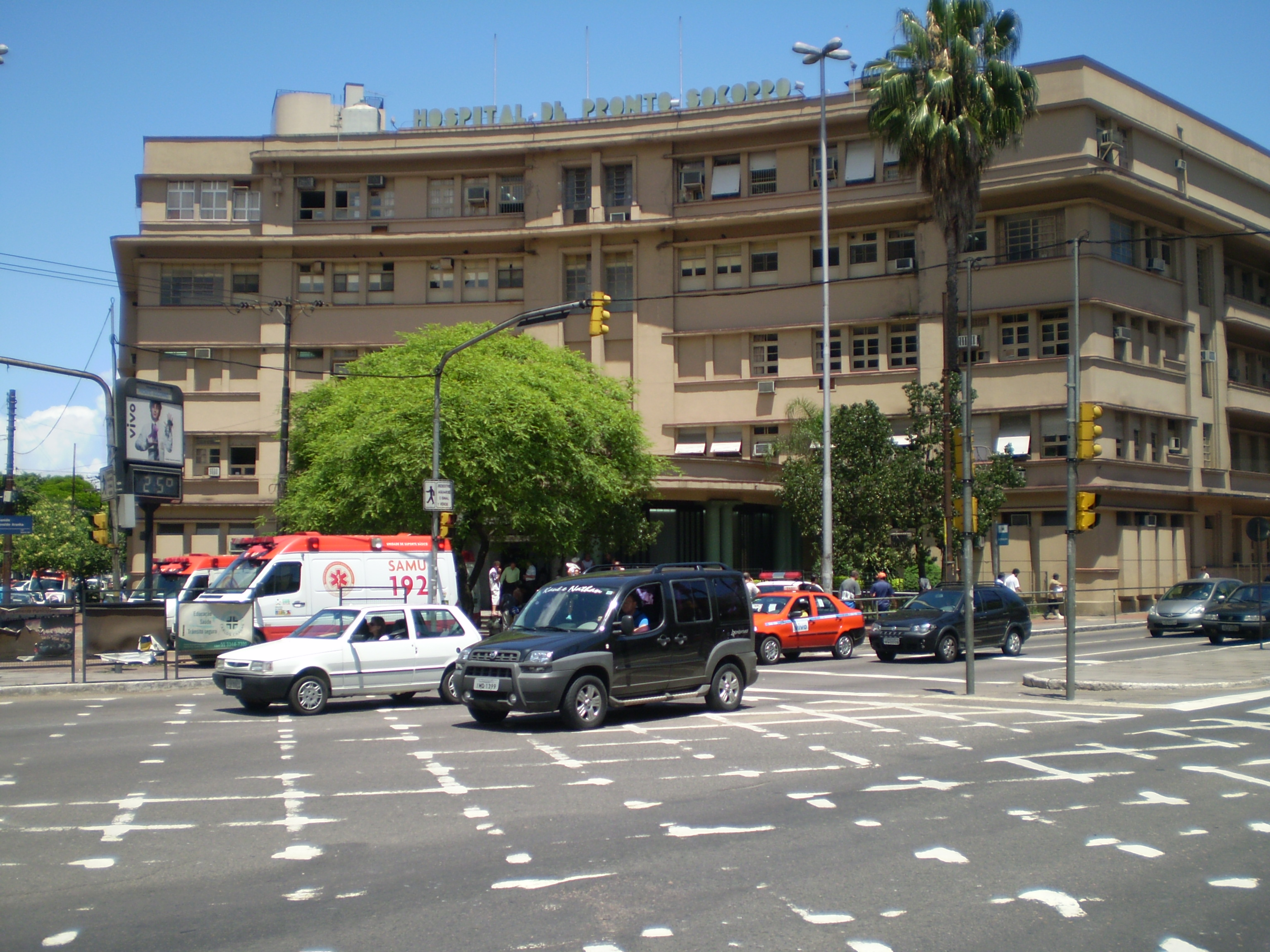
Hospital de Listo Socorro, 1944.

Pero de acuerdo con Davit Eskinazi, fue solo a partir de mediados de la década de 30, más precisamente luego de la Exposición del Centenario Farroupilha en 1935, que comenzaron a surgir en el escenario urbano de Porto Alegre los primeros ejemplares de una arquitectura moderna:
"Conciliando la arquitectura efímera de sus pabellones con algunos elementos permanentes del futuro Parque Farroupilha construidos en esa misma oportunidad, la Exposición del Centenario se presentó como el principal símbolo de la modernidad posible y deseable para el Estado, en un período de profundas transformaciones para la sociedad brasilera. Ampliamente apoyada en recursos tecnológicos, como la deslumbrante iluminación nocturna de los espacios y pabellones del evento, y conducida por una muy bien informada retórica déco, la Exposición articuló un notable conjunto arquitectónico y urbanístico que sintetizó una visión de modernidad comprometida con la tradición neoclásica, provocando un impacto visual sin precedentes sobre sus contemporáneos. (...) Aunque efímera, la arquitectura producida para la conmemoración del Centenario Farroupilha constituyó un testimonio consistente de los orígenes de un posible "camino riograndense para la arquitectura moderna", recorrido a través de un conocimiento inspirado y bien informado, tanto de las manifestaciones proto-racionalistas del "novecientos", como, por ejemplo, el movimiento de la "Secesión" austríaca, como de las corrientes no ortodoxas de la arquitectura moderna, como los movimientos expresionistas y futuristas de las primeras décadas del siglo XX".
En los años 30 el antiguo Plano General de Mejoramientos ya estaba obsoleto, y la ciudad exigía una nueva organización. Edvaldo Paiva y Ubatuba de Faria, funcionarios del municipio, y Arnaldo Gladosch, contratado desde Río, esbozaron algunos ensayos de reorganización del ejido urbano central de acuerdo con los principios modernos, pero ninguno se logró implementar exitosamente. Paralelamente fue ideado otro modelo para la expansión periférica y horizontal de la ciudad. Varios barrios o lotes urbanos residenciales creados principalmente en los años 1930 y 1940 propusieron una interpretación local del prototipo de la "ciudad jardín", con un trazado orgánico de construcciones aisladas a baja escala y con una vegetación densa, cuyos mejores ejemplos son la Vila Jardim, la Vila Assunção y la Vila Conceição.
Una década después todo lo que antes era considerado como tradición en arquitectura parecía haber desaparecido, y la vanguardia ya trabajaba apenas con formas geométricas básicas, despojadas de todo artificio decorativo. El de 1946 es uno de los primeros edificios erguidos en Porto Alegre con su estética típicamente modernista, el Colégio Venezuela, diseñado por Demétrio Ribeiro, reteniendo apenas unos pocos rasgos residuales de la arquitectura tradicional.
En la misma época comenzó a actuar en la ciudad Edgar Graeff, formado en la Facultad Nacional de Arquitectura de la Universidad del Brasil, quien mantuvo algunos contactos de primera mano con los pioneros del Modernismo en el Brasil. Su trabajo indujo una adopción más o menos general de elementos derivados de la obra de Lúcio Costa, Oscar Niemeyer y otros exponentes de la escuela carioca. Según comenta Carlos Goldman,
"En la década de 1940 Edgar Graeff contribuyó con la evolución de esta arquitectura (...). El impacto de residencias como la diseñada por Edvaldo P. Paiva fue un marco divisor en el campo de los ideales, de las costumbres y de la cultura arquitectónica en Porto Alegre, traspasando para nuestro contexto local estrategias y elementos de arquitectura que hasta entonces eran usadas principalmente por arquitectos del Río de Janeiro y São Paulo. Tales propuestas arquitectónicas manifestaron localmente el pensamiento moderno recomendado por Le Corbusier".

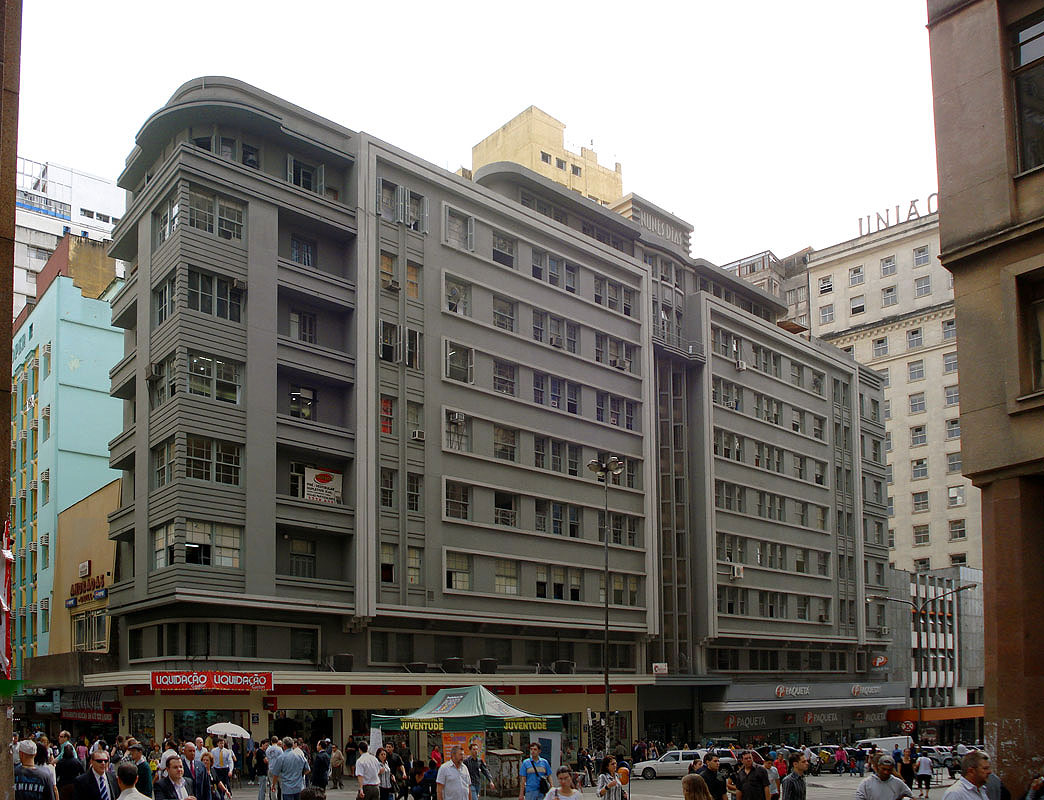
Edificio Nunes Días, década de 30-40.

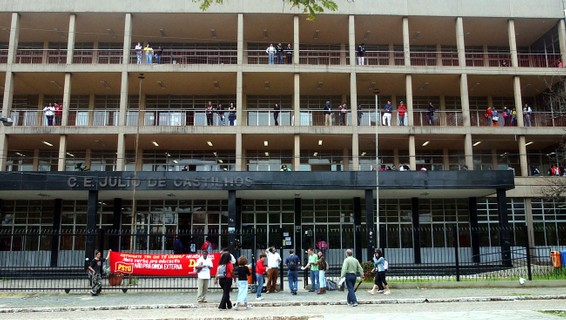
Detalle del Colégio Júlio de Castilhos, 1953.

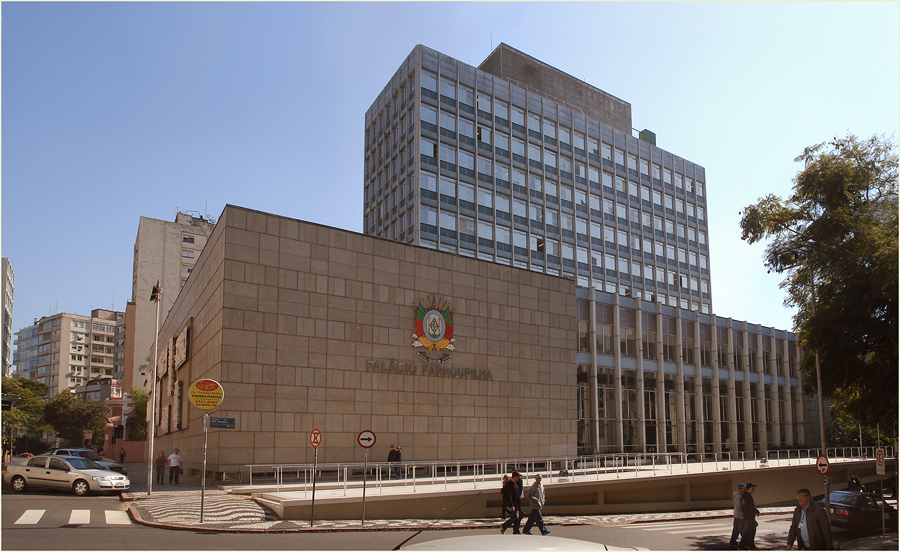
Palacio Farroupilha, 1955.

Otro nombre de relieve, que llega la ciudad en la misma época y con la misma formación fue Carlos Mendonça, creando un gran número de trabajos en menos de una década de actividad, algunos de gran porte. En 1948 se creó el departamento estatal del Instituto de Arquitectos del Brasil, abriendo un nuevo fórum de debates especializados, y 1949 se formó la primera reunión de arquitectos del Instituto de Bellas Artes de la UFRGS, introduciendo un flujo ahora regular de nuevos y buenos profesionales en el mercado. Llegando a los años 50 el Modernismo ya estaba coronado por el oficialismo. Las construcciones emblemáticas como el Palacio Farroupilha, diseñado por Gregório Zolko y Wolfgang Schoedon, para funcionar como sede de la Asamblea Legislativa, y el Palacio de Justicia de Porto Alegre, proyecto de Fernando Corona y Carlos Fayet, ambos fruto de concursos públicos, fueron levantados según principios totalmente modernistas. Entre los proyectos de interés en esa fase se puede citar el Hipódromo de Cristal y el Edificio Explanada del uruguayo Román Fresnedo Siri; el Hospital Fêmina, de Irineu Breitman; la sede antigua del Aeropuerto Salgado Filho, de Nelson Souza; la Facultad de Farmacia de la UFRGS, de Flávio Figueira Soares y Lincoln Ganzo de Castro; y el trazado inicial del Hospital de Clínicas, de Jorge Moreira, el cual, si no hubiese sido desvirtuado más tarde se constituiría, según Marcos da Silva, en uno de los referentes arquitectónicos de la capital gaucha. En esa época el centro urbano ya estaba repleto de edificios de considerables alturas, destacando a Emil Bered y Salomão Kruchin como autores de varios edificios residenciales.

## Expansión poblacional
La rápida expansión poblacional comenzaba a obligar a los urbanistas a encontrar nuevas soluciones habitacionales a gran escala. Entre las iniciativas para solucionar el problema se destaca la construcción del Conjunto Residencial de Passo D'Arena, uno de los emprendimientos más exitosos de todos los que fueron ejecutados en su época, y que recientemente fuera declarado Patrimonio Cultural del municipio. Para finales de la década fue implantado el primer Plano Director de Porto Alegre, compuesto por Edvaldo Paiva y Demétrio Ribeiro con base en la Carta de Atenas, y que se amparó por una legislación específica (Ley 2046/59). Para Helton Bello con este Plano se acentuó la verticalización de la ciudad, y dice de Porto Alegre:
"conocer el mayor crecimiento edilício de su historia, el que alteró significativamente la morfología urbana. (...) Los principios básicos del Modernismo pasaron a componer un instrumento legal a través de parámetros para la estructuración de la ciudad. Tales patrones consistían en la racionalización de las actividades, de las vías y en la institución de índices urbanísticos (densidad, potencial constructivo del terreno, retrocesos y altura predial), que fueron aplicados según el crecimiento de las áreas urbanizadas".
Como efecto del desarrollo de Juscelino Kubitschek y con el adosamiento de un sentimiento eufórico generado por el Milagro Brasilero después del golpe militar del 64, el Modernismo de la escuela carioca perdió gradualmente espacio para dar paso a una variante brutalista originaria en São Paulo, que a mediados de la década de 1970 ya era la tendencia dominante en todo el país. Ella ofrecía un apego plástico vigoroso y monumental en un modelo conveniente para el volumen y dimensión de las oportunidades ofrecidas por el Milagro Brasilero, cuando el PIB del país crecía con una media vertiginosa de 11,2% anual y la dictadura militar recrudecía sus políticas de estado.
La verticalización se aceleró y fueron construidos en la periferia extensos conjuntos habitacionales financiados por el Banco Nacional de la Vivienda. En el centro de la administración pública se realizaron intervenciones dramáticas, como la construcción de la Elevada Concepción, pero el abordaje técnico de los proyectos no consideraba los aspectos elementares del paisajismo urbano y favorecía la descaracterización del centro histórico, desapareciendo innumerables edificios ecléticos, algunos de gran valor, y los remanentes de la arquitectura colonial, tanto residencial como pública. 
Frente al despropósito oficial para con el pasado arquitectónico, algunos intelectuales comenzaron a protestar contra tantas demoliciones, lanzando las simientes para la formación de una conciencia preservacionista que lentamente iría ganado cuerpo entre los portoalegrenses. Y como una ironía de la evidencia de las contradicciones del programa eufórico del gobierno, en ese período comenzaron a nacer varias favelas en los espacios urbanos vacíos del entorno, dejando a la ciudad aislada del Lago Guaíba y del puerto que le dio nombre, con la construcción de un extenso muro para la prevención de la delincuencia.

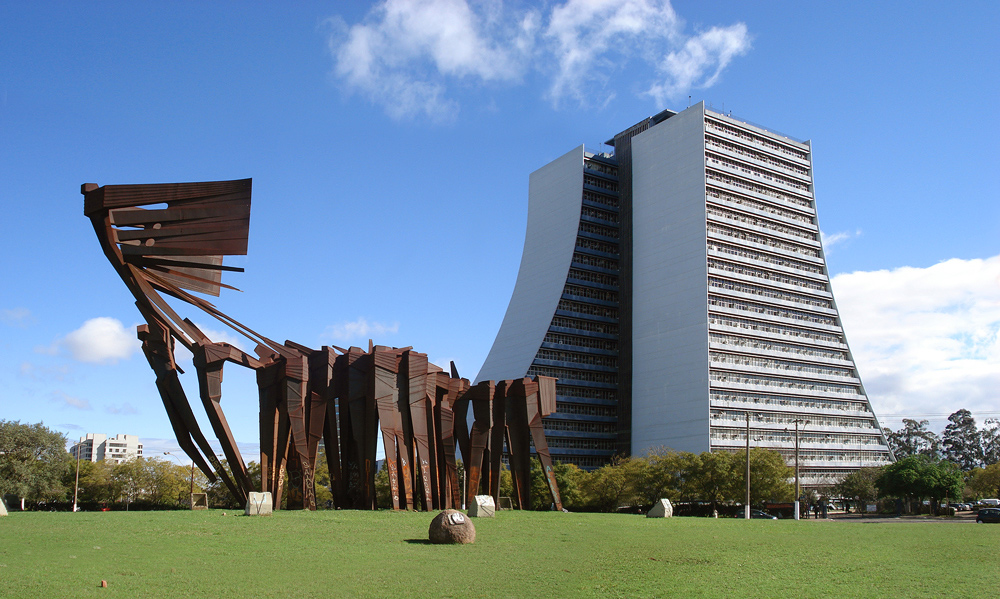
Centro Administrativo del Estado de Rio Grande do Sul, 1971.

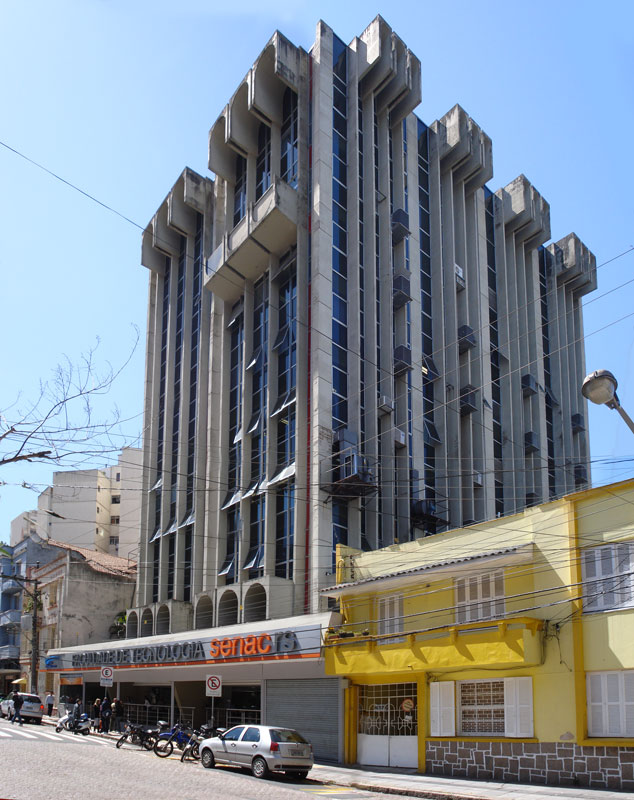
Facultad de Tecnología del SENAC, 1979

Estéticamente los principios modernistas continuaban en general válidos, en un desdoblamiento de la Carta de Atenas, que fue referenciada por el nuevo Plano Director de 1979, aunque algunas innovaciones fuesen introducidas, tales como una inspiración en el modelo de las "supercuadras" empleadas en Brasilia y una mayor participación de la comunidad en las decisiones a través de los Consejos Municipales. La calidad general de los edificios, sin embargo, decayó. Por otro lado, los medios académicos ya iniciaban una revisión del Modernismo y la influencia de arquitectos uruguayos que en ese entonces se tornó significativa, introduciendo recursos técnicos inéditos como la cerámica armada. 
Algunas de las obras de mayor proyección en este período fueron el Centro Administrativo del Estado del Río Grande do Sul, realizado por Charles Hugaud, Cairo da Silva y otros; la Central de Abastecimiento, por Carlos Fayet, Carlos Comas y Cláudio Araújo; y los edificios de las industrias Memphis, de Araújo y Cláudia Flota.

## Contemporaneidad
La planificación ideada en 1979 no fue completamente exitosa en su aplicación. Estableciendo nuevos índices constructivos, los constantes cambios dieron origen a una serie de fricciones entre los moradores de las zonas residenciales, los funcionarios del poder público y también con los agentes inmobiliarios, por la autorización de nuevas edificaciones altas en áreas de predominancia residencial, rompiendo el característico paisaje de algunos barrios tradicionales por edificios de hasta 20 pisos de altura. La polémica llevó a una nueva reformulación de la legislación en los años 80. Fue entonces que se entendió definitivamente que sería necesaria una estrategia más comprensiva no solo entre la arquitectura y el urbanismo para un crecimiento general armonioso, sino además, también era preciso atraer otras áreas del saber para las constantes discusiones, e imaginar soluciones más dinámicas, realistas y adaptables al perfil cada vez más fluido de la sociedad, desenvolviendo planos estratégicos fundamentados en los ejes de estructuración y movilidad urbana, en las formas de uso del suelo privado, en la calificación ambiental, en la promoción económica y en una serie de criterios más actualizados de planeamiento. 
Siempre teniendo en cuenta aspectos de la memoria colectiva, identidad cultural y convivencia humana. El éxito de las propuestas en ese sentido, que se sucedieron a medida que los años pasaban, incluyeron nuevas revisiones del Plano Director, que en principio resultó muy controvertido, con más retrocesos que avances. Es por ello que aún existen zonas de ocupación que generan algunas polémicas y la especulación inmobiliaria continua presionando el poder público tratando siempre de influenciar las decisiones, y por otro lado también hay serios problemas en el sistema de las viviendas populares por resolver.
Paralelamente, con la creación en 1981 del Equipo del Patrimonio Histórico y Cultural, poco después vinculado a la Coordinación de la Memoria Cultural de la Secretaría Municipal de la Cultura, se inició un proceso de estudio y rescate de los bienes culturales de propiedad del Municipio de especial interés histórico, social y arquitectónico, sistematizando las conservaciones municipales, que se habían iniciado pocos años antes, en 1979. Esa actuación fue fortalecida por la instalación del escritorio regional del IPHAN, cuidando los intereses nacionales en el área de patrimonio histórico en todo el estado, y también con la Coordinadora del Patrimonio Histórico y Artístico del Estado, predecesora del IPHAE, ambas instauradas en 1979, instituciones que vienen realizando en la ciudad varias conservaciones y acciones de preservación a nivel federal y estatal. También se reconoció la existencia del "centro histórico", proponiendo medidas de conservación y desarrollo sustentable. Esto mismo ocurre con otras áreas ya estabilizadas como los barrios de la "ciudad jardín" y zonas de especial interés cultural. Nació entonces una nueva conciencia de preservación de los edificios antiguos y las áreas verdes, y con esto se salvaron muchas edificaciones seculares que estaban en la lista de demoliciones. Es el caso de la Capilla del Bonfim ejemplar en ese sentido. Después de muchos años de abandono y degradación se incendió, y hasta el día de hoy se cree que fue un incendio de origen criminal. En este se perdieron elementos importantes como el altar mayor tallado, y bajo el pretexto de ya ese encontraba muy arruinada casi fue demolida, pero la sociedad reaccionó, y toda la polémica subsecuente contribuyó para marcar en la conciencia de todos, ciudadanos y poder público, el valor de la memoria, del arte, de la historia y de sus testimonios materiales. La capilla finalmente fue preservada y restaurada en 1983.
Entre tanto, la actuación de las instancias oficiales de preservación del patrimonio histórico aún es frecuentemente detenida por intereses particulares contrarios, por la morosidad de los procesos de protección y por una constante insuficiencia de presupuesto. Así, aunque los trabajos en ese sentido han avanzado bastante, con la intensificación de las acciones municipales y el reciente censo de más de 130 inmuebles del centro histórico por el Programa Monumental, del Ministerio de la Cultura, es preocupante que los poderes públicos hayan tardado tanto en proteger algunos edificios de gran importancia como la iglesia de la Concepción y del complejo Catedral-Cúria (demolidos en el 2007 y el 2009 respectivamente). Entre otros inmuebles que ya figuraban como protegidos pero que fueron demolidos a pesar de las leyes también hay que sumar el problema de un gran número de edificios históricos que aún no reciben la protección oficial
En términos estéticos en estas últimas décadas se verificó el declive de la escuela modernista y su sustitución por los valores del Posmodernismo, haciendo la relectura de estilos históricos pre-modernistas y creando un nuevo censo de eclecticismo, libertad y democracia formal. Los ejemplos más paradigmáticos de esa tendencia son los controversiales shopping centers que en los últimos años han invadido el paisaje, muchos de ellos con soluciones formales osadas, decoración extravagante y un espíritu high-tech, pero cuyo gusto y pertinencia para el paisaje son, a veces puestos bajo sospecha. Algunos críticos se rehúsan a reconocer una arquitectura realmente viva en el presente de Porto Alegre y no encuentran más obras que posean ese antecedente de las referencias culturales y marcos urbanos y denuncian una crisis de identidad en las nuevas estructuras del lugar. Pero para otros, el alto nivel el debate sobre temas arquitectónicos atrae a personalidades internacionales y el éxito de los proyectos de revitalización de áreas y estructuras antiguas, como la creación del Shopping DC Navegantes y el Centro Comercial Nueva Olaria por arquitectos locales y la actuación en la ciudad de proyectistas extranjeros de renombre, como Álvaro Siza, responsable por el edificio de la Fundación Iberê Camargo, considerado una obra-prima, bastan para indicar que la arquitectura de Porto Alegre mantiene un considerable dinamismo y está integrada a lo que ocurre en el resto del mundo. Esta fase más reciente de la evolución de la arquitectura portoalegrense está, no obstante, aun carente de estudio y documentación más profundos, siendo escasas las publicaciones calificadas.

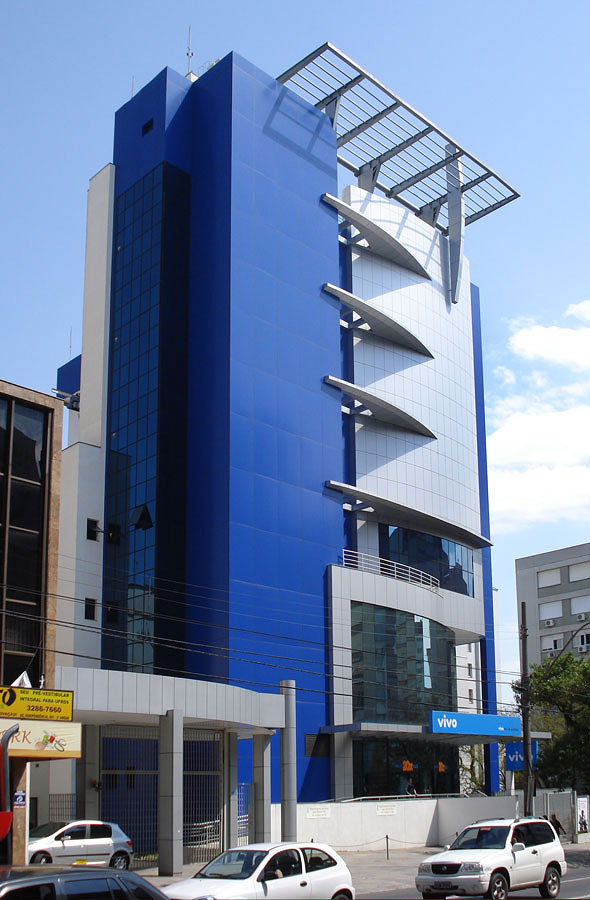
Sede de la empresa telefónica Vivo
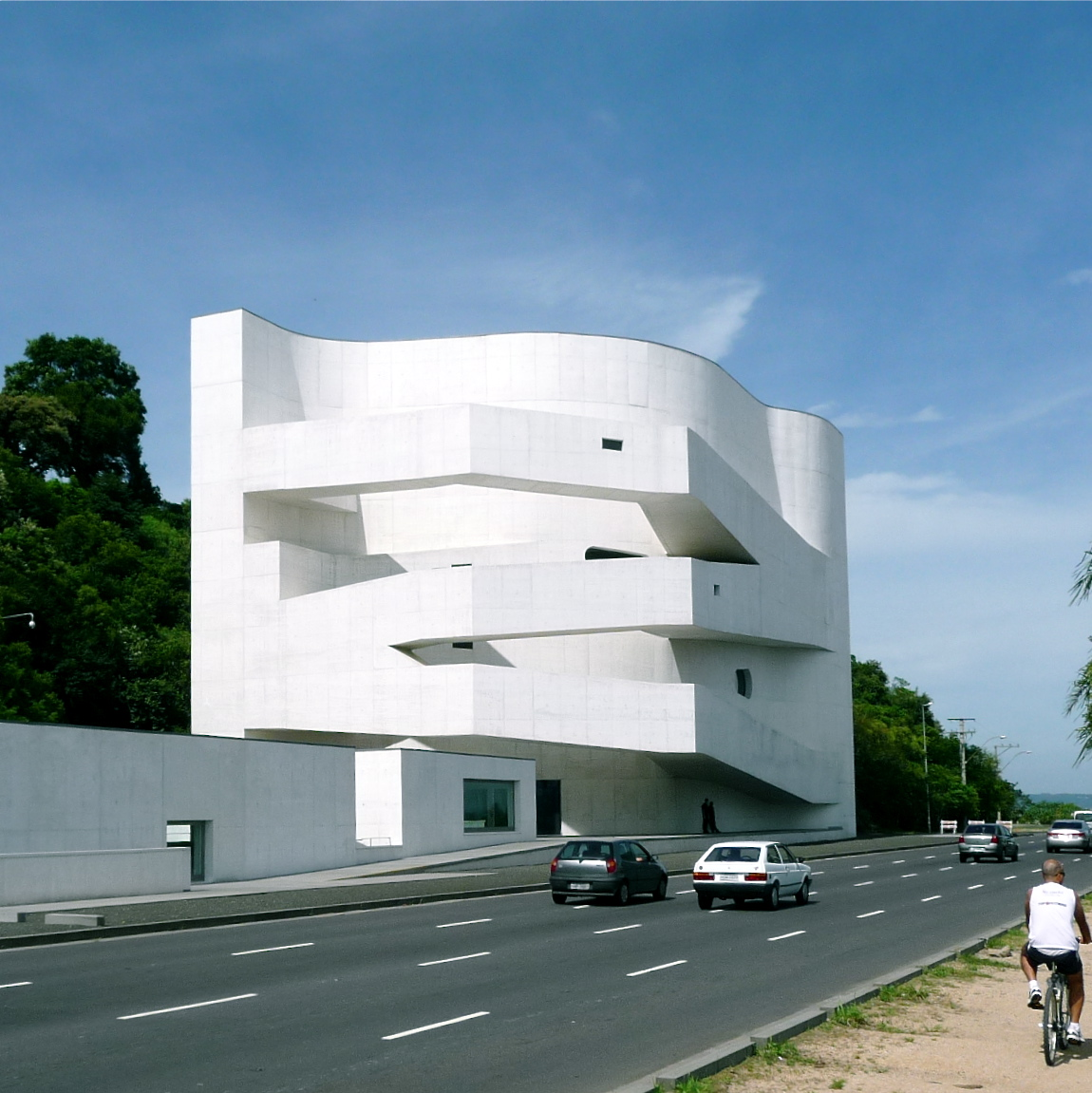
Fundación Iberê Camargo
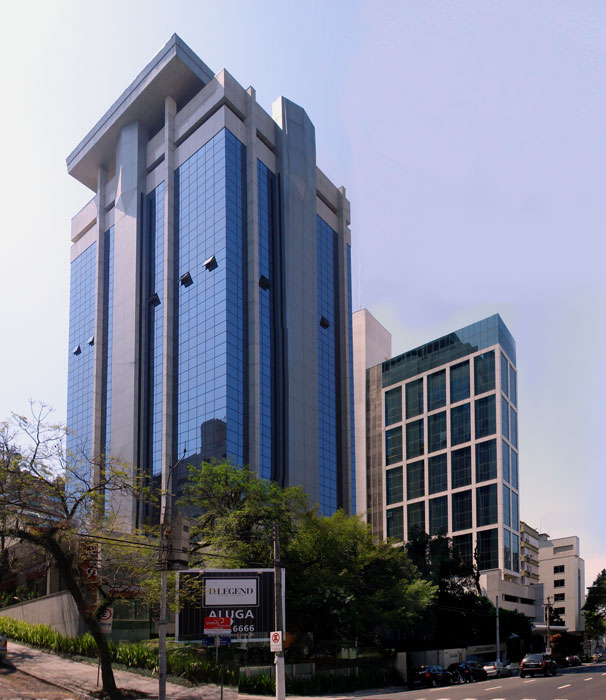
Centro Empresarial Mostardeiro
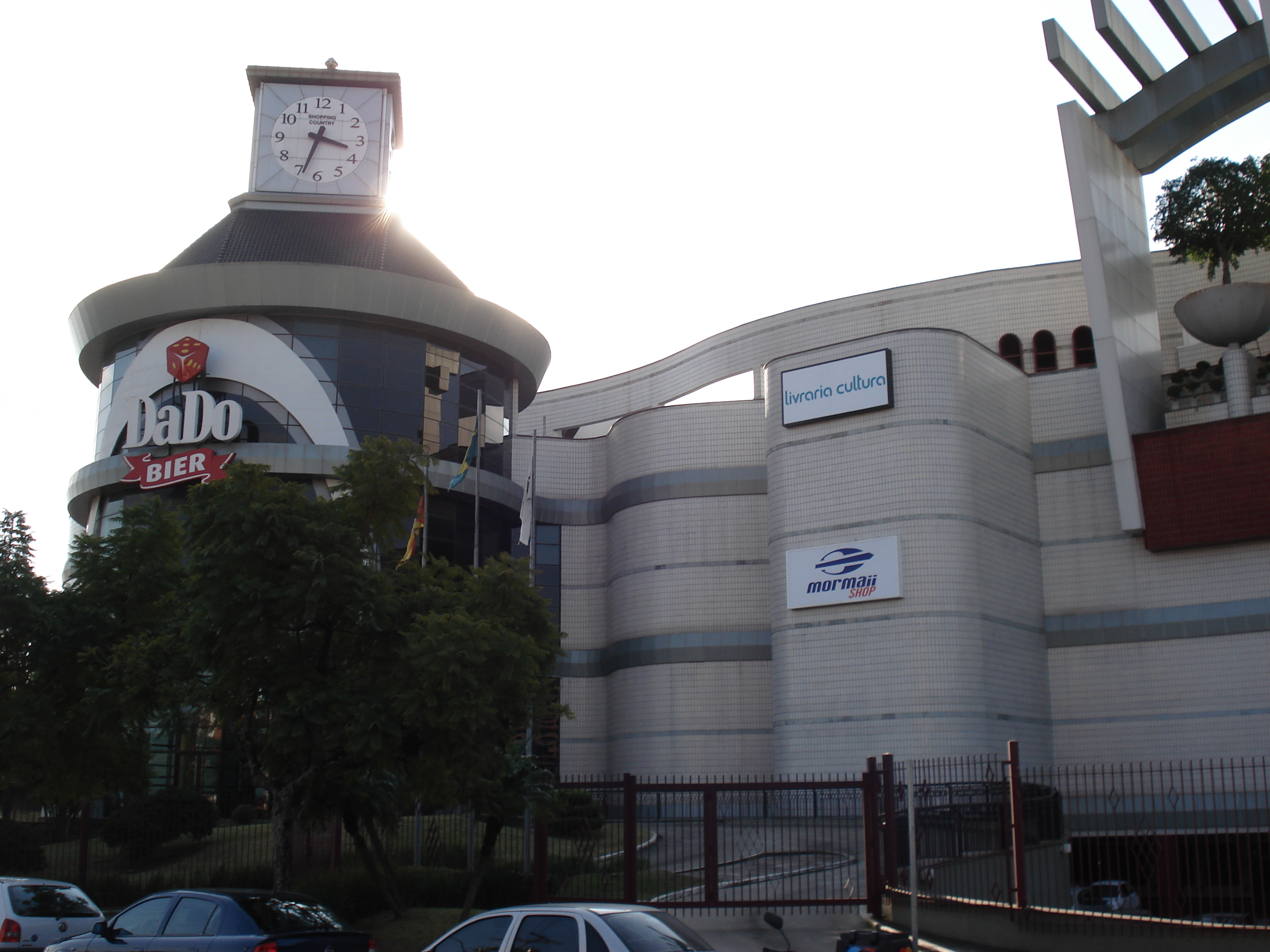
Bourbon Shopping Country
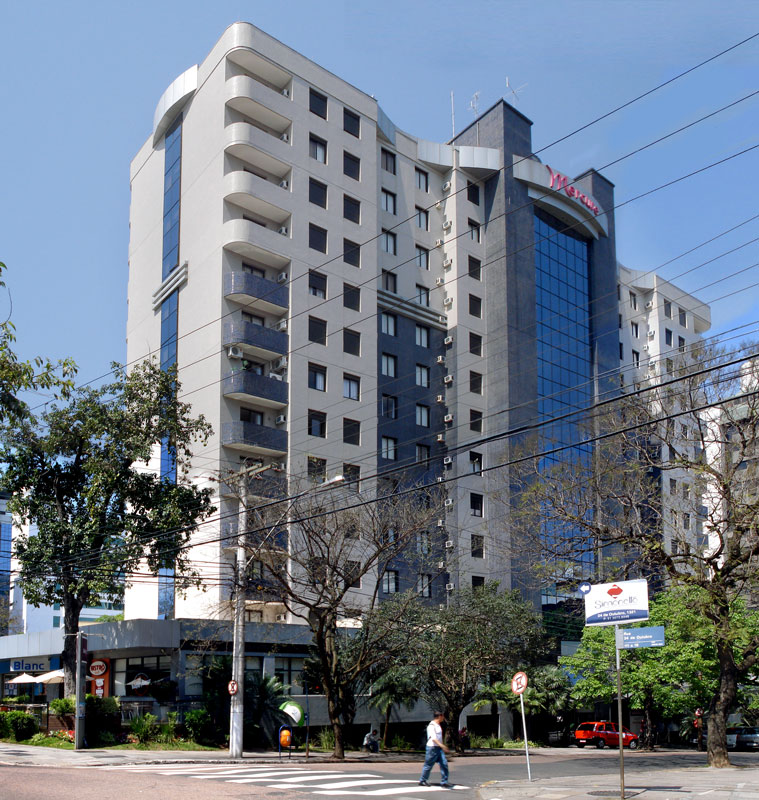
Edificio Mercure
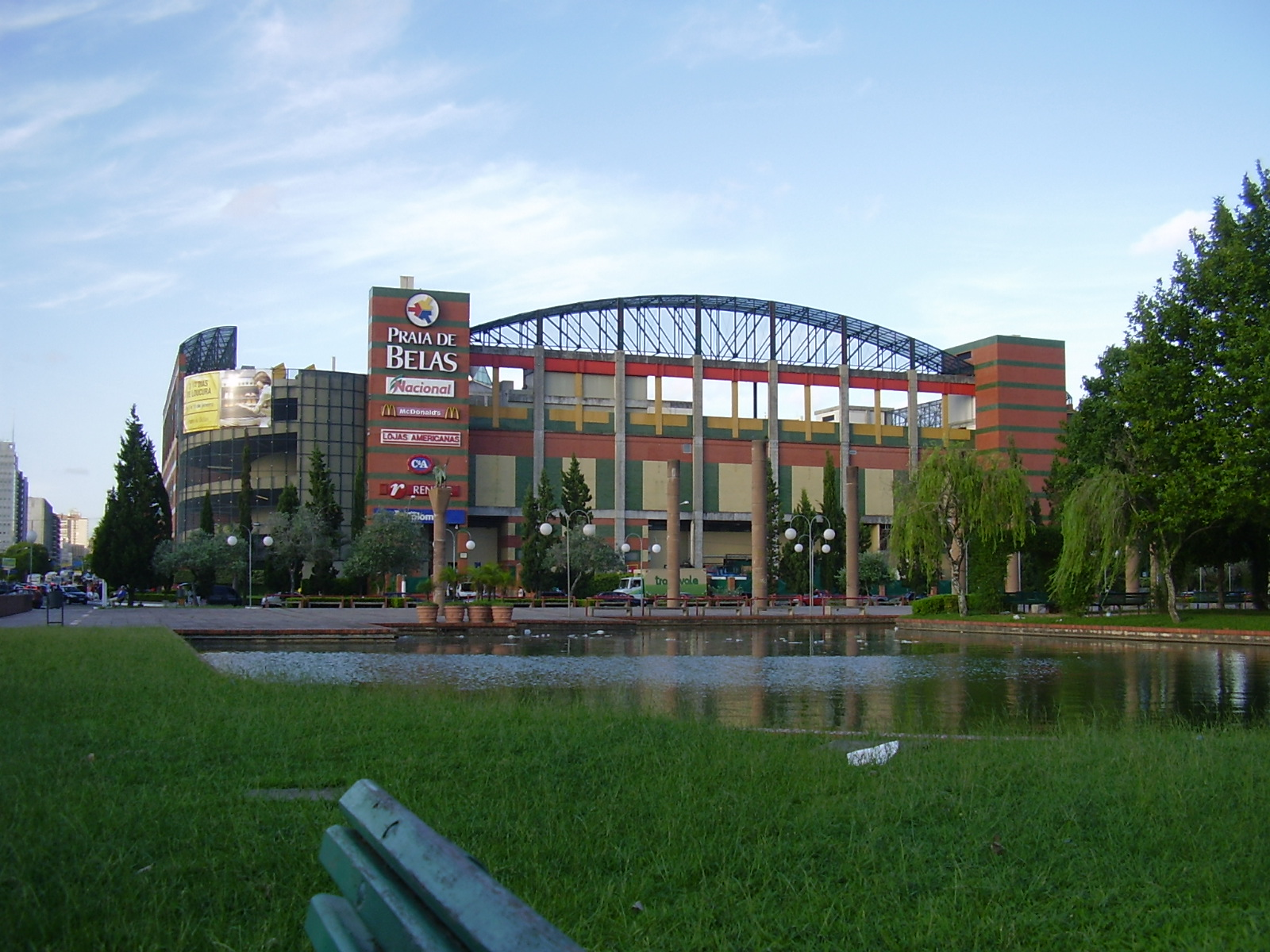
Shopping Praia de Belas
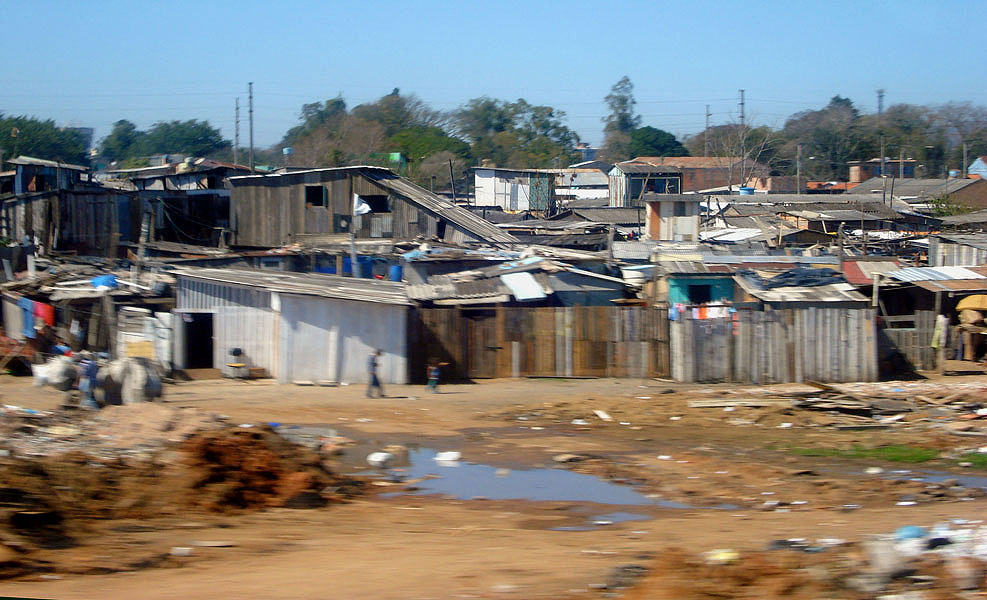
Bolsón de favela en la entrada de la ciudad.
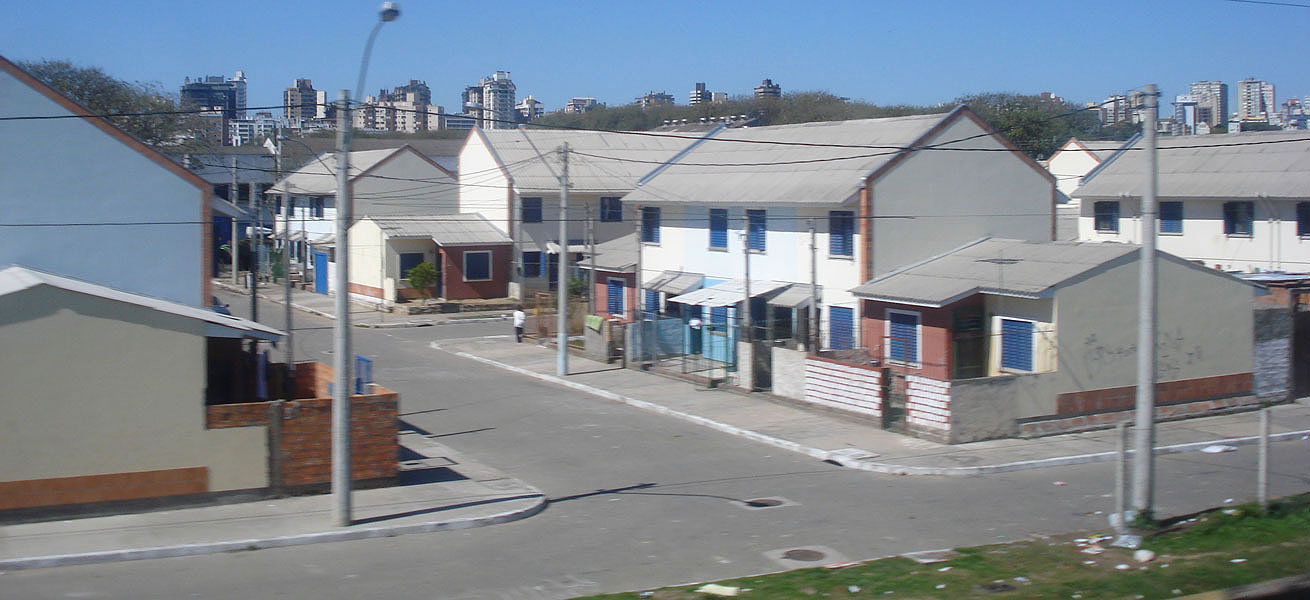
Conjunto habitacional popular de la Villa de los Papeleiros, donde hace pocos años había una favela.